# Centro histórico de Lima

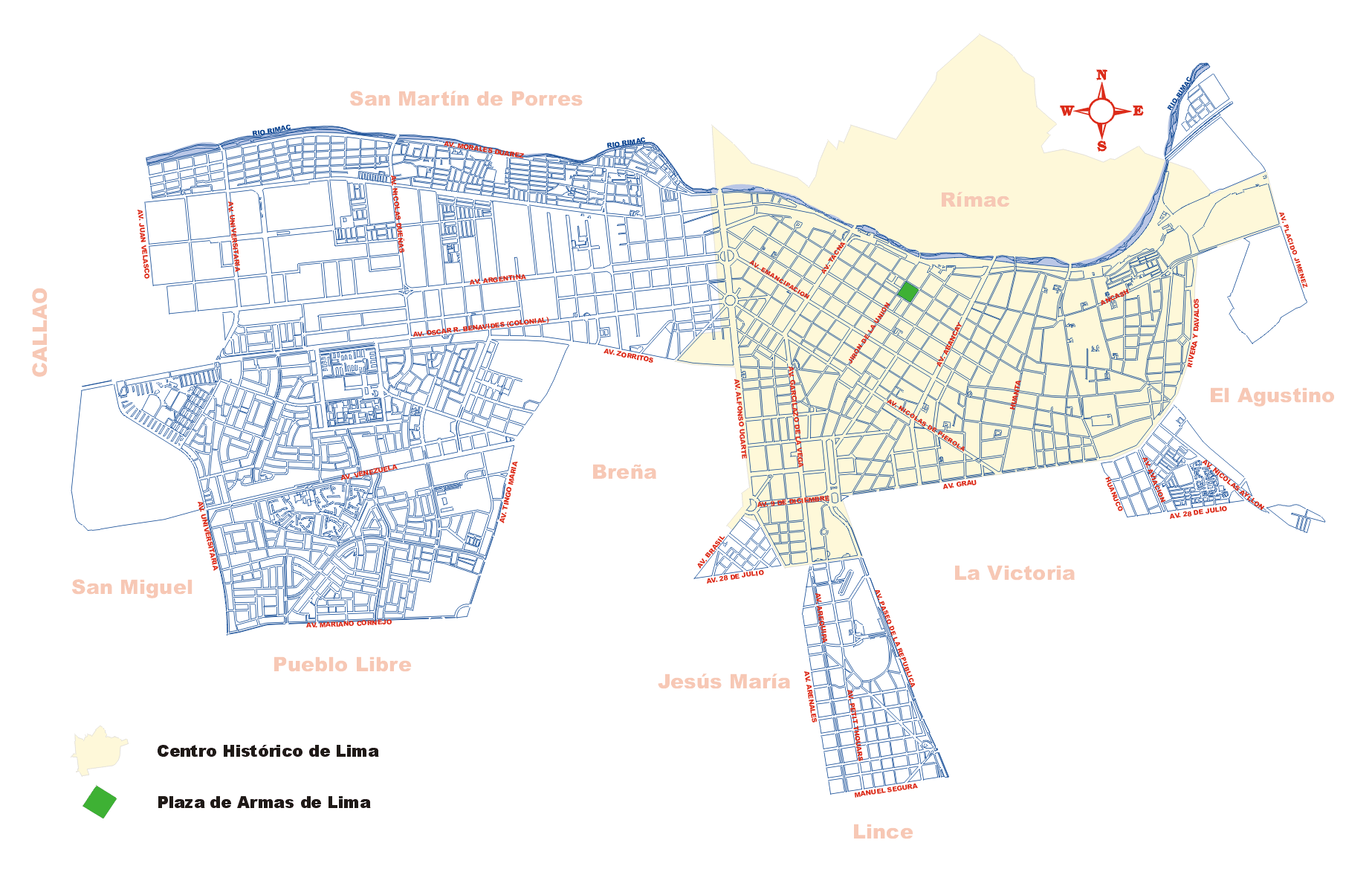
Mapa del distrito de Lima, en amarillo el centro histórico.

El centro histórico de Lima es el núcleo urbano de la ciudad de Lima, capital del Perú. Se encuentra en los distritos de Lima y el Rímac, y su zona central abarca un área de 277.99 hectáreas, aproximadamente. Fue fundado por el conquistador español Francisco Pizarro, en enero de 1535. Fue la capital política, administrativa, religiosa y económica del virreinato del Perú y la ciudad más importante de los dominios españoles en América del Sur. El proceso de evangelización a fines del siglo XVI, permitió la llegada de varias órdenes religiosas y la construcción de iglesias y conventos. La Universidad Nacional Mayor de San Marcos, Decana de América, se fundó el 12 de mayo de 1551, e inició sus funciones el 2 de enero de 1553 en el Convento de Santo Domingo.
Pese a los graves daños sufridos por los terremotos, posee numerosos monumentos arquitectónicos, como el Convento de San Francisco, el más grande de esta parte del mundo en su género. Muchos edificios limeños son creaciones conjuntas de artesanos, artistas locales, arquitectos y maestros de obras del Viejo Continente.
Se puede apreciar en el centro histórico de Lima: la plaza Mayor de Lima, la Catedral de Lima, el Palacio arzobispal de Lima, la iglesia de Santo Domingo, y el convento de San Francisco. Asimismo, se encuentran varias obras públicas construidas durante el período virreinal, como el Puente de Piedra sobre el río Rímac, el paseo de Aguas, la Alameda de los Descalzos, la plaza de toros de Acho y el cementerio Presbítero Matías Maestro.
Debido a esta riqueza histórica, mediante la Resolución Suprema N.º 2900-72-ED, promulgada el 28 de diciembre de 1972, se declara como Zona Monumental. En 1988, fue declarado Patrimonio de la Humanidad por la UNESCO. Si uno camina por el centro histórico, verá que las fachadas de las casas e iglesias antiguas poseen un logotipo en blanco y negro, lo que significa que son edificios catalogados por la UNESCO.

## Fundación

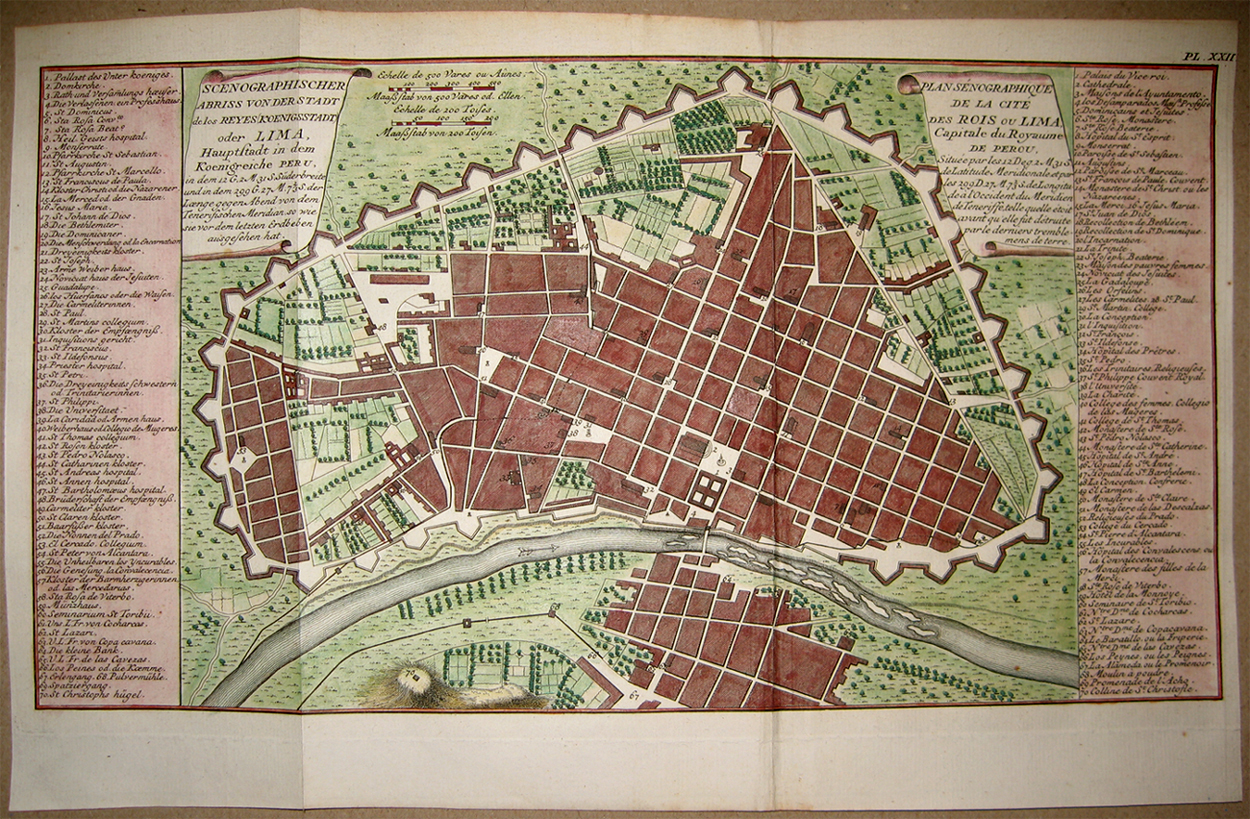
Plano de la ciudad de Lima con murallas de 1750.

Fue elegida como Ciudad de los Reyes por el conquistador español Francisco Pizarro, el 18 de enero de 1535, en el asentamiento de la zona conocida como Lima, en relación con el oráculo de la nombrada como Huaca de Santa Ana, poco después. Posteriormente, el topónimo 'Lima' arrincona el uso del nombre español de la urbe. En los primeros mapas del Perú, se pueden ver conjuntamente el nombre de Lima con el de Ciudad de los Reyes.

## Patrimonio Cultural de la Nación
Mediante la Resolución Suprema N.º 2900-72-ED promulgada el 28 de diciembre de 1972, fue declara a la ciudad antigua como 
Zona Monumental así como a sus edificios con valor histórico como Monumentos Nacionales. También forma parte del Centro histórico de Lima, la zona monumental del Rímac que fue delimitada mediante Resolución Suprema N.º 2900-72-ED.

## Patrimonio de la Humanidad

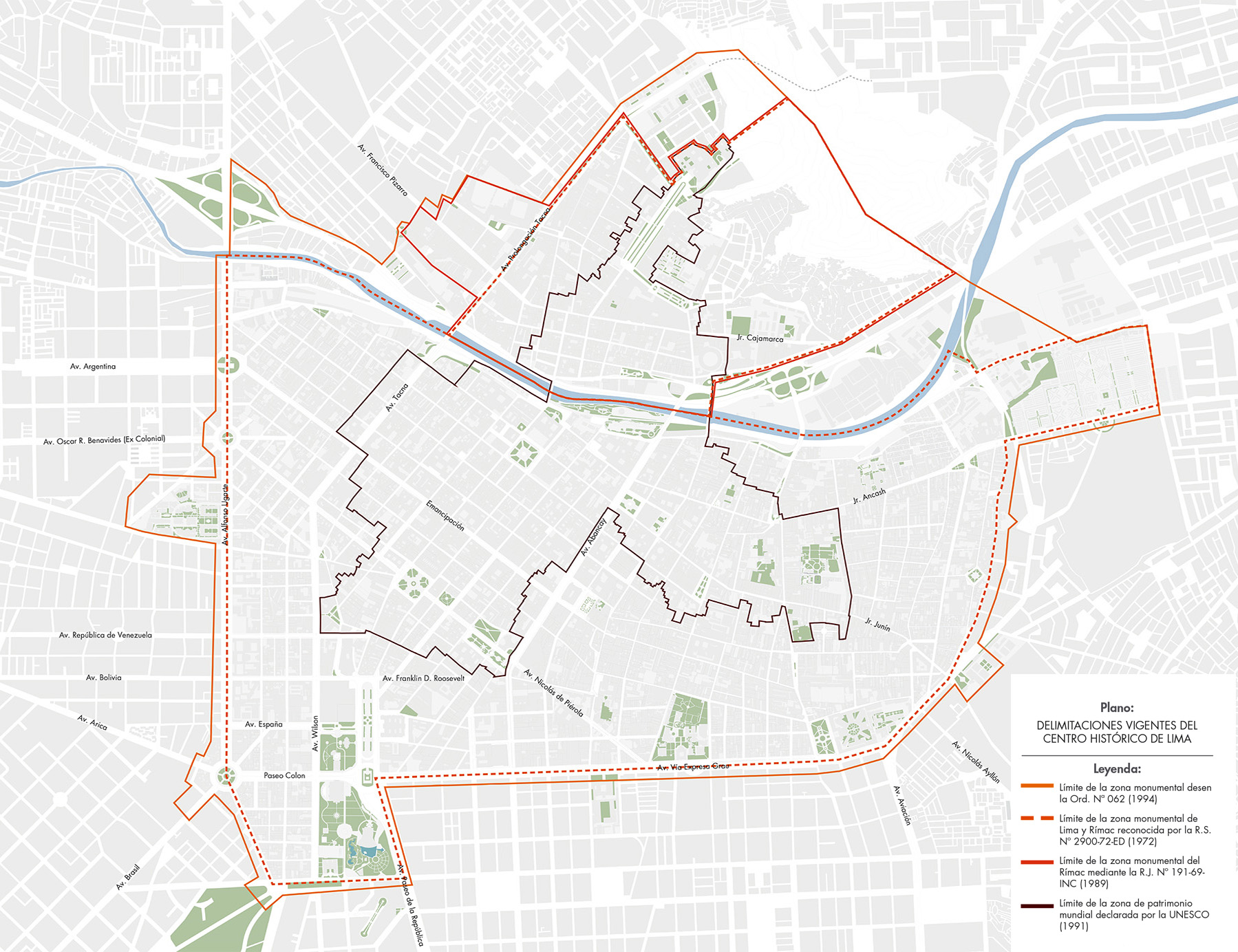
Plano de delimitaciones del centro histórico de Lima

Durante las décadas del 50 y del 60 del siglo XX, el centro histórico de Lima entró en una etapa de modernización con la construcción de numerosos edificios de departamentos y de oficinas. Sin embargo, a partir de los años 1970, el área atravesó por un proceso de deterioro tras la invasión ambulatoria que surgió a mediados de 1975. Durante los años 1980, el proceso se agravó, sufriendo la zona el aumento de la circulación vehicular. No obstante, durante la gestión del alcalde Alberto Andrade a mediados de los noventa, el centro de Lima se recuperó en su totalidad y nuevamente alberga oficinas y tiendas comerciales.
El 31 de agosto de 1961, la Municipalidad de Lima creó la junta deliberante Metropolitana de Monumentos históricos, artísticos y lugares arqueológicos con el objetivo de identificar y registrar los edificios con valor monumental, así como también de rescatar las características fisonómicas del centro histórico de Lima. La junta se constituyó por un equipo multidisciplinario conformado por 20 instituciones que realizó el primer plano de intangibilidad urbana donde se clasificó a los monumentos y ambientes urbano-monumentales de Lima y Callao. 
En 1988, la Unesco declaró el Convento de San Francisco. Posteriormente, en 1991, lo hizo extensivo al centro histórico de Lima como Patrimonio de la Humanidad, por su originalidad y la concentración de 608 monumentos históricos, construidos en la época de la presencia hispánica, especialmente dentro del espacio llamado el Damero de Pizarro.
El 14 de julio de 1994, durante la gestión de Ricardo Belmont, por acuerdo del Consejo N.º 168 de la Municipalidad de Lima, y la Ordenanza Municipal N.º 062 del 15 de julio de 1994 se creó el Programa Municipal para la Recuperación del centro histórico de Lima (PROLIMA) con el objetivo de revalorar, recuperar y administrar adecuadamente el patrimonio del centro histórico de Lima, inscrito en la lista del Patrimonio Mundial desde 1991, por impulso del extinto Patronato de Lima. En 1999, el plan continuó por el alcalde Alberto Andrade.
En enero de 2017, el Ministerio de Cultura del Perú emitió la Resolución Ministerial n.º 029-2017-MC mediante la cual se crea un Grupo de Trabajo encargado de consensuar y proponer acciones para la recuperación del centro histórico de Lima. Dicho grupo, estaría conformado por representantes de las organizaciones gubernamentales y entidades internacionales encargadas de velar por la preservación del patrimonio monumental de Lima.
El 5 de diciembre de 2019, el Concejo Metropolitano de Lima, que encabezó el exalcalde Jorge Muñoz, aprobó por mayoría el Plan Maestro del centro histórico de Lima al 2019 con visión al 2035, y el Reglamento Único de Administración que fueron elaborados por PROLIMA con el fin de continuar con la recuperación integral, sostenible y humana de esta parte de la capital peruana.
Según el mapa de zonificación del distrito de Lima, esta zona en su mayoría manzanas, cuenta con la zonificación ZTE1, ZTE2 y ZTE3.
En 2023, se amplió con la inclusión de la reducción de Santiago Apóstol del Cercado, el conjunto Santa Rosa de Santa María, Quinta y Molino de Presa, la Casa Prado, Hospital San Bartolomé, y iglesia y monasterio de Nuestra Señora del Prado.

## Los balcones de Lima

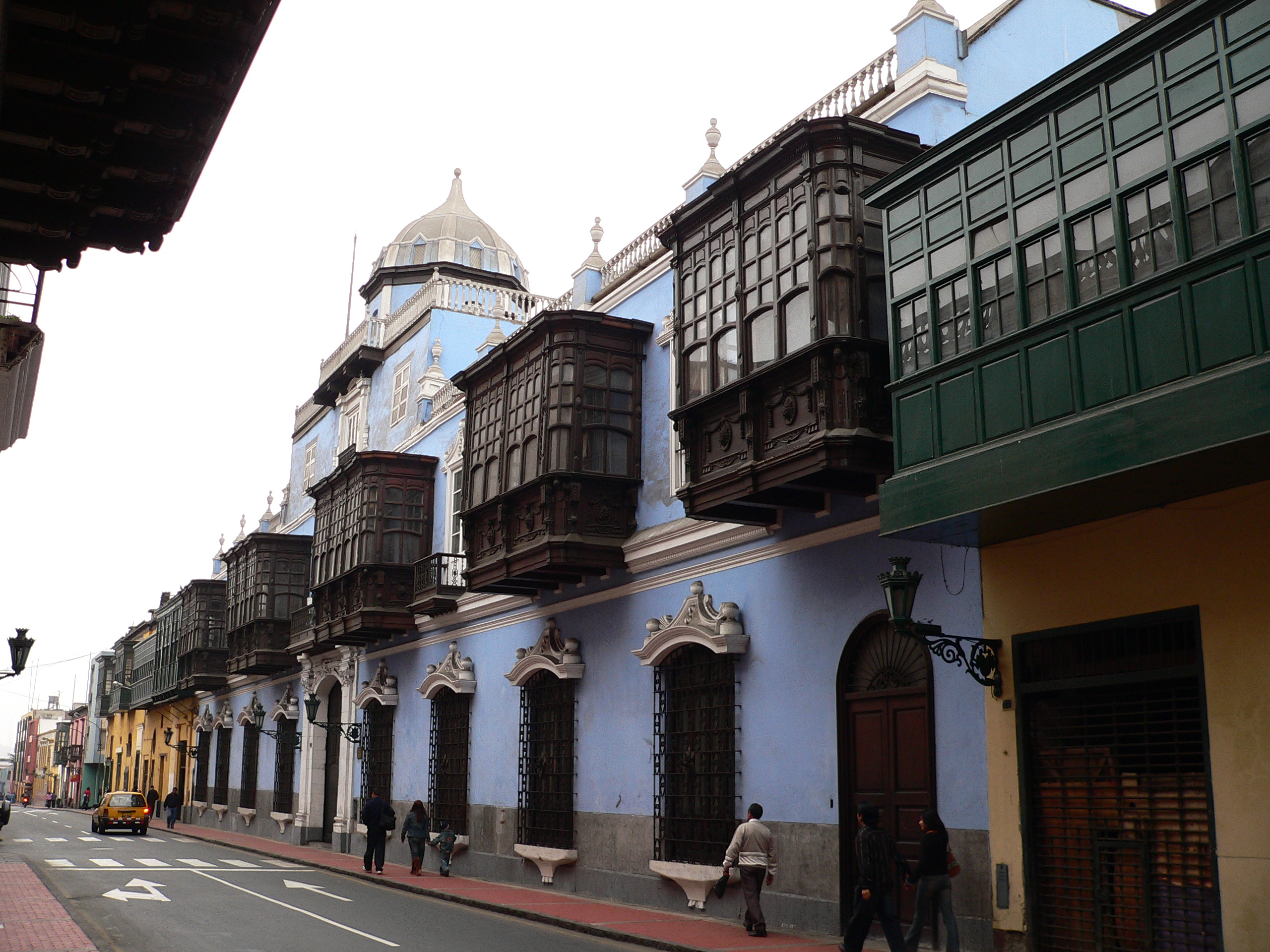
Balcones de la Casa de Osambela y edificios contiguos.

En el centro histórico de Lima existen muchísimos balcones de las épocas virreinal y republicana, que otorgan a la ciudad de Lima, una característica muy singular. Los tipos de balcones que presenta la ciudad son los balcones abiertos, balcones rasos, balcones de cajón, balcones corridos, entre otros. Para lograr la conservación de los balcones limeños, la Municipalidad Metropolitana de Lima, durante la gestión del alcalde Alberto Andrade Carmona, invitó, a empresas privadas y a personas naturales, a adoptar un balcón a fin de preservarlos tal como fueron originalmente. La profusión de estos balcones dan armonía y originalidad al casco antiguo de la ciudad de Lima, el cual en el primer lustro de la década de 1990 del siglo XX, fue declarado por la UNESCO como Patrimonio Cultural de la Humanidad.

## La opulencia virreinal
En la época del virreinato del Perú, se creó un boato, una magnificencia, y una legendaria vida cortesana. La autoridad del Virrey, como representante de la monarquía española era particularmente importante, ya que su nombramiento suponía un ascenso importante y la culminación exitosa de una carrera en la administración colonial.
Las entradas a Lima de los nuevos virreyes eran especialmente fastuosas. Para la ocasión, se adoquinaban las calles con barras de plata desde las puertas de la ciudad de Lima hasta el Palacio del Virrey.

### Universidad de San Marcos y parque Universitario
El parque Universitario se construyó después de derribadas las murallas de Lima en 1870. Actualmente, se ubica allí la Casona de San Marcos, estructura que data de 1605, y que es actualmente, el Centro Cultural de la Universidad Nacional Mayor de San Marcos, la universidad más antigua de América fundada en 1551. Asimismo, se ubica allí la Cripta de los Héroes en la antigua iglesia de San Carlos, que junto con la Casona de San Marcos fueron el antiguo convento de los jesuitas, que al ser expulsados de América, fue ocupado por el Real Convictorio de San Carlos y finalmente con el advenimiento de la República por la Universidad de San Marcos. Con motivo del centenario de la independencia del país en 1921, se enrejó y la colonia alemana dispuso construir la Torre del Reloj de 30 metros de altura. A las 12.00 horas, sus campanas tocan las notas del himno nacional, también se ubica en el parque la estatua de Hipólito Unanue. Tras décadas de deterioro y abandono el conjunto de la Casona de San Marcos fue objeto de un importante proyecto de restauración iniciado en 1991 con el apoyo de la Cooperación Española, que tras casi dos décadas de trabajos hizo posible su recuperación y uso actual como Centro Cultural San Marcos de la Universidad Nacional Mayor de San Marcos, Decana de América.

### Plaza Mayor
El 18 de enero de 1535, el conquistador Francisco Pizarro funda la Ciudad de los Reyes y estableció como su centro neurálgico la que hoy es la plaza Mayor de la ciudad. En esta plaza se han desarrollado algunos de los más relevantes hechos de la historia de este país. Inicialmente, había pequeñas tiendas y comercios. Igualmente, fue el escenario de corridas de toros y empleada como sitio de ejecución de los condenados a muerte por el Tribunal de la Santa Inquisición. En 1651, se colocó en el centro de la plaza una pileta de bronce que perdura hasta la fecha.
Fue en la plaza mayor donde se proclamó, en 1821, el Acta de Independencia del Perú. La rodean el Palacio de Gobierno, el Palacio Municipal de Lima, la Catedral, el Palacio Arzobispal y el Club de la Unión, los cuales con excepción de la catedral, si propiamente colonial, forman un conjunto de arquitectura Neo-Colonial de las décadas de los 20 y 40 del siglo XX.

### Plaza San Martín
Esta plaza se inauguró el 28 de julio de 1921, con motivo del centenario de la independencia del Perú. El diseño de la plaza fue obra del arquitecto y artista español Manuel Piqueras Cotolí. En la parte central, hay un monumento en honor del general José de San Martín, cuya obra pertenece al escultor español Mariano Benlliure. De los edificios que rodean esta plaza destacan el Gran Hotel Bolívar que en el siglo XX fue el más elegante de Lima, la Farola de Las Tres Gracias, el Club Nacional, el Teatro Colón, el Edificio Giacoletti y los portales de Zela y Pumacahua, todas las edificaciones que lo rodean tienen una gran unidad estilística neocolonial y academicista.

### Plaza Italia
Su trazado data desde los inicios de la fundación de Lima, a mediados del siglo XVI. Fue conocida como plaza de Santa Ana en relación con la iglesia del mismo nombre situada frente a la plaza. José de San Martín, en 1821, declara la Independencia del Perú en esta plaza; anteriormente lo hizo en la plaza de Armas. Durante la República, y en honor a uno de sus más grandes huéspedes, el naturalista italiano Antonio Raimondi, el Estado peruano le cambia de nombre a plaza Italia, tras la inauguración de su monumento.

### Quinta de Presa
La Quinta de Presa era la casa solariega de la aristocrática familia Carrillo de Albornoz y Bravo de Lagunas Marqueses de Montemar y Monteblanco, fue construida en el siglo XVIII, fuera del perímetro de las antiguas murallas de Lima, al otro lado del río Rímac. El inmueble es de estilo barroco francés o rococó, adaptado al clima de la capital y a las condiciones de los materiales de construcción. Ha sido declarado monumento histórico nacional en 1972.

### Tribunal de la Santa Inquisición
El Tribunal del Santo Oficio fue establecido en 1570, con la finalidad de sancionar herejías y otros delitos contra la fe. Su abolición data de 1820. En la parte externa de esta construcción se puede apreciar un imponente pórtico neoclásico, y en el salón principal, un destacado techo de madera tallada, que es considerado el mejor conservado de la capital.

## Galería de imágenes

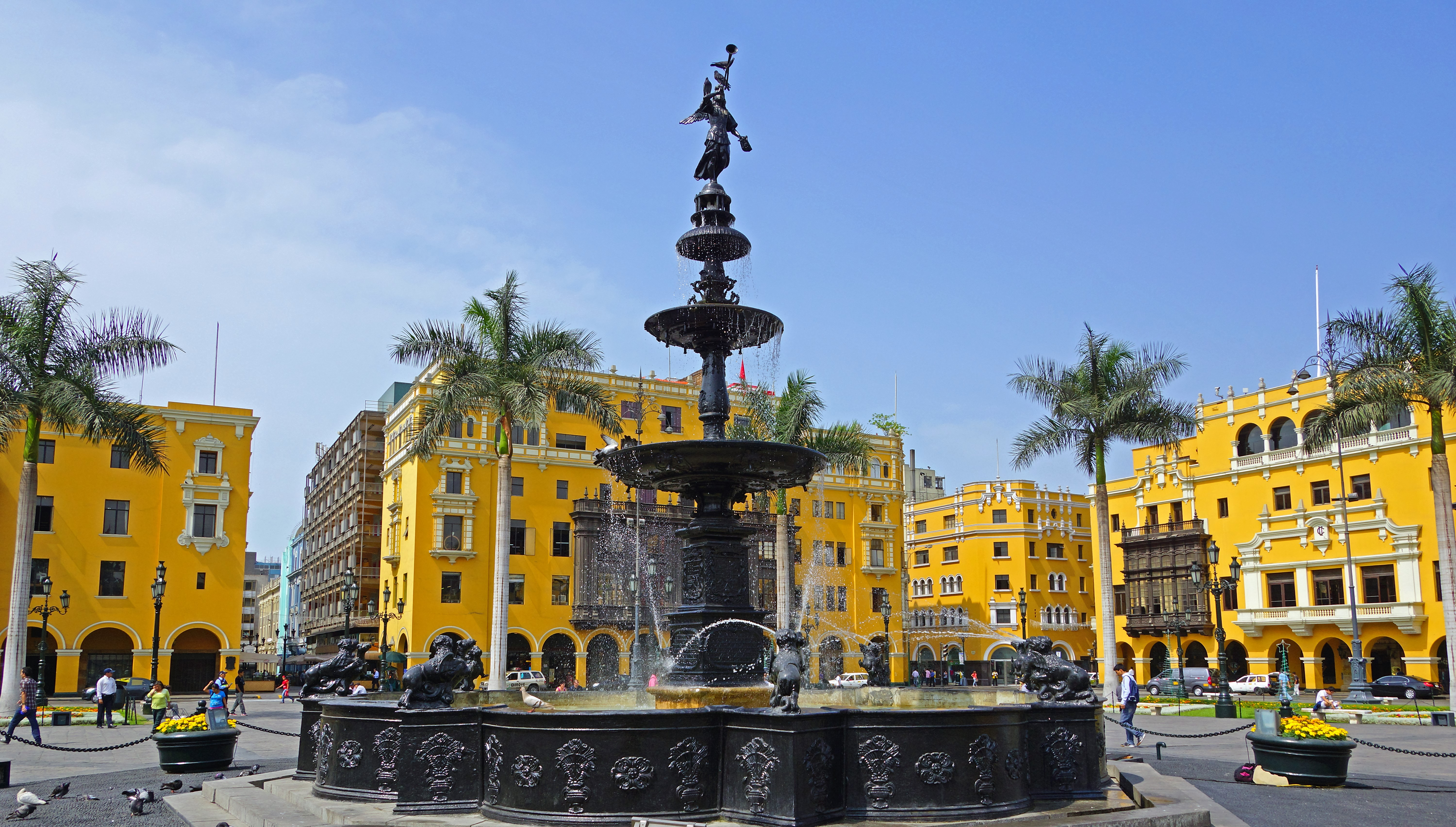
Pileta de la Plaza Mayor de Lima
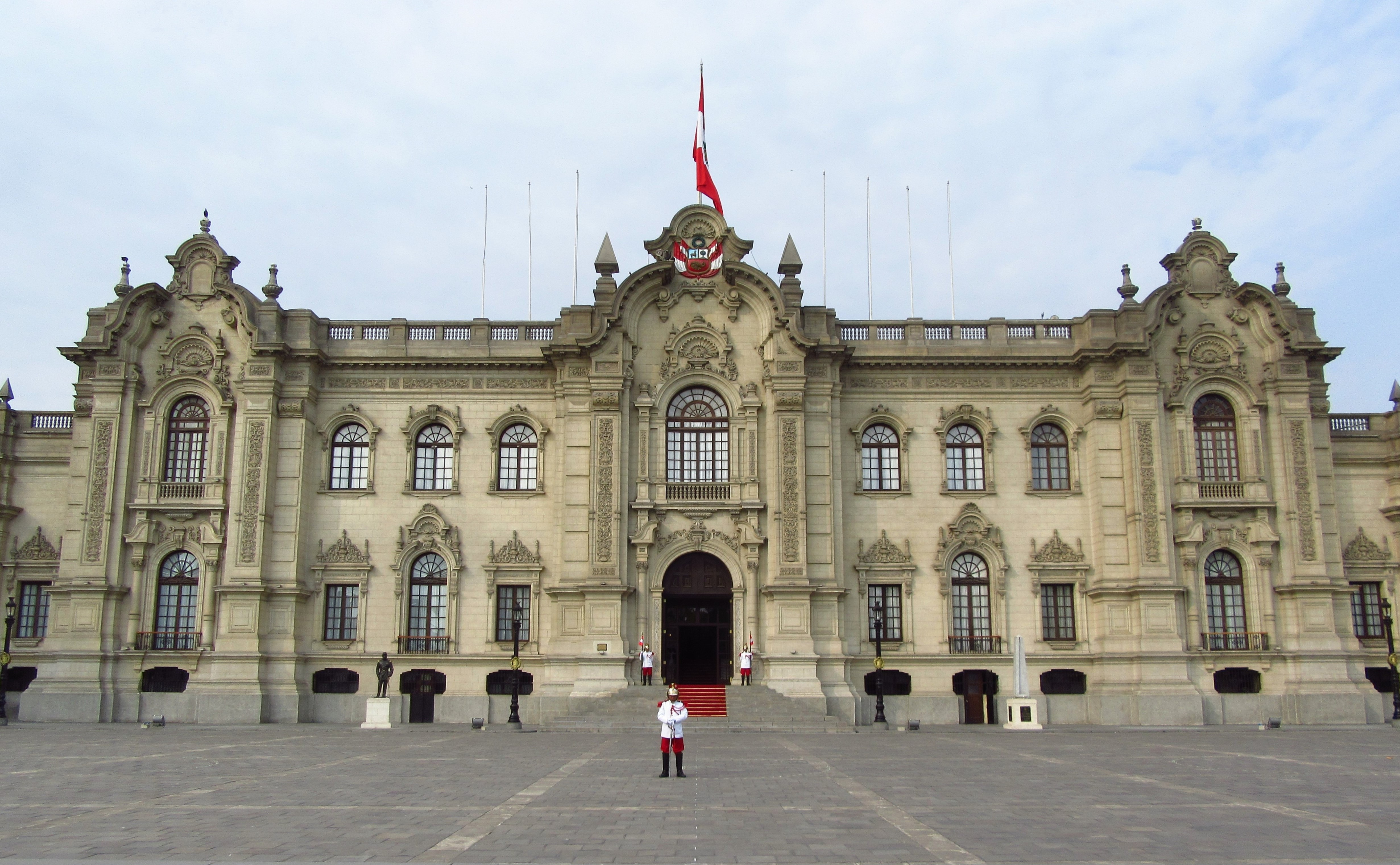
Palacio de Gobierno del Perú
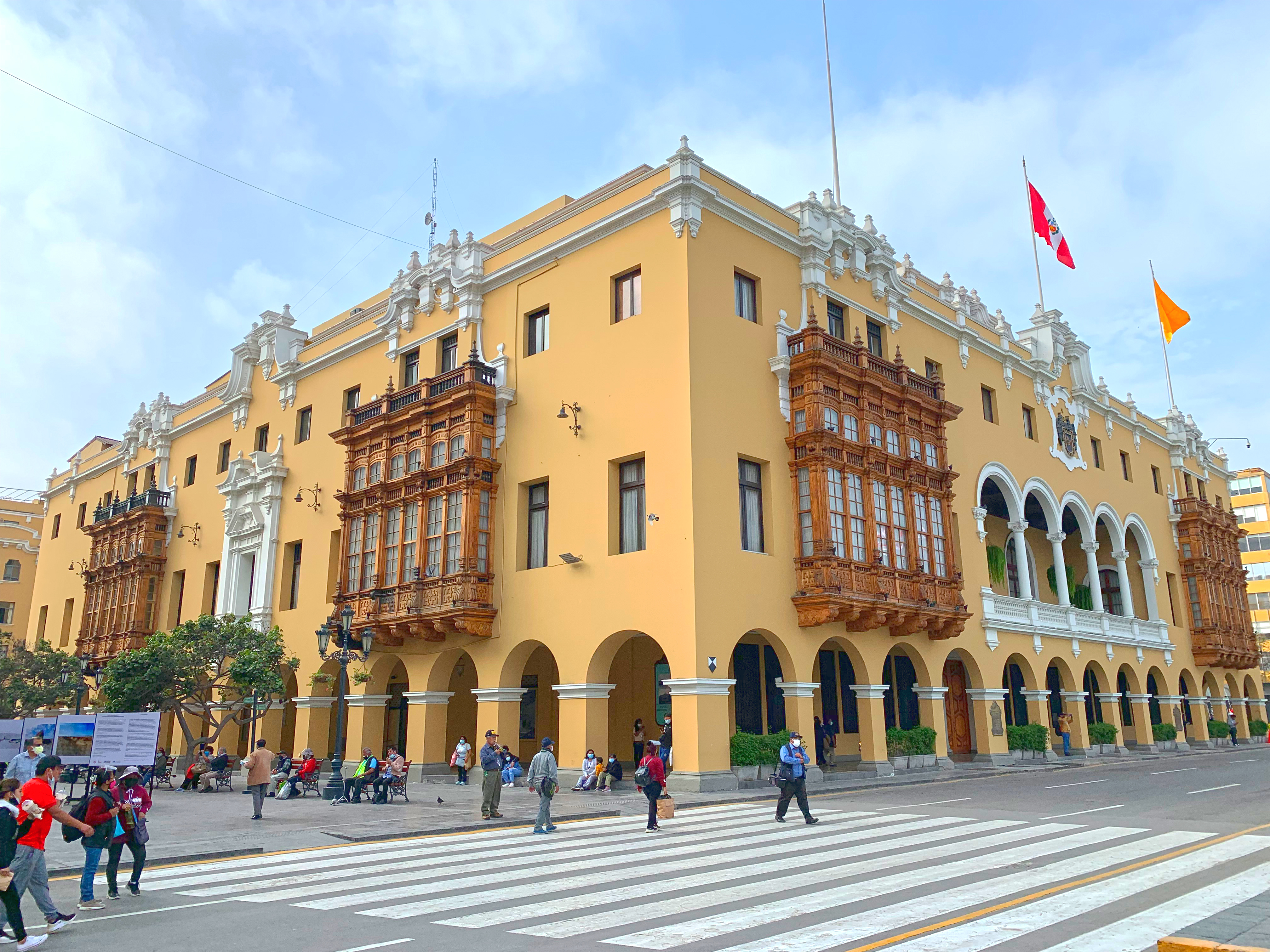
Palacio Municipal de Lima
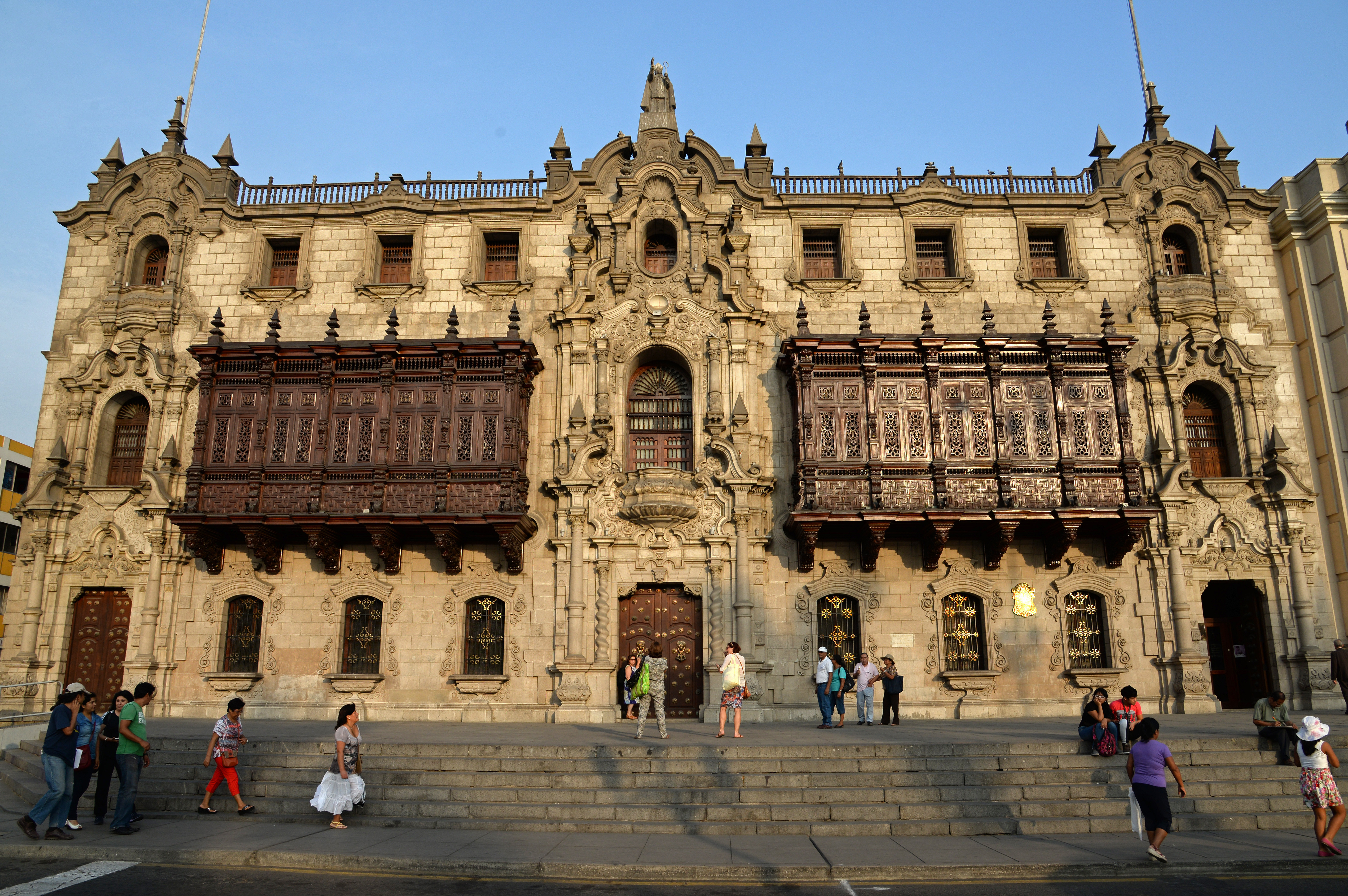
El Palacio Arzobispal
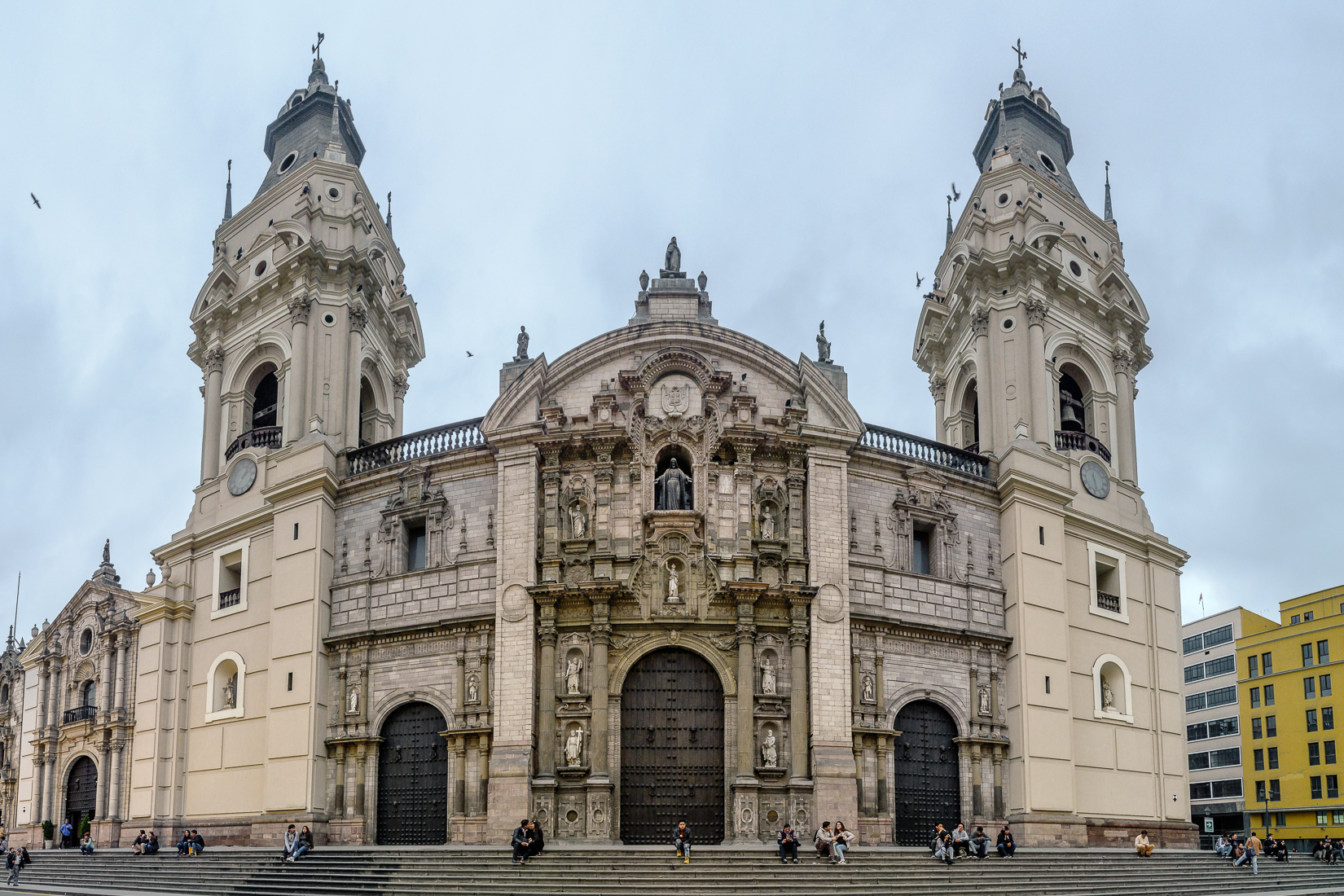
La Catedral de Lima
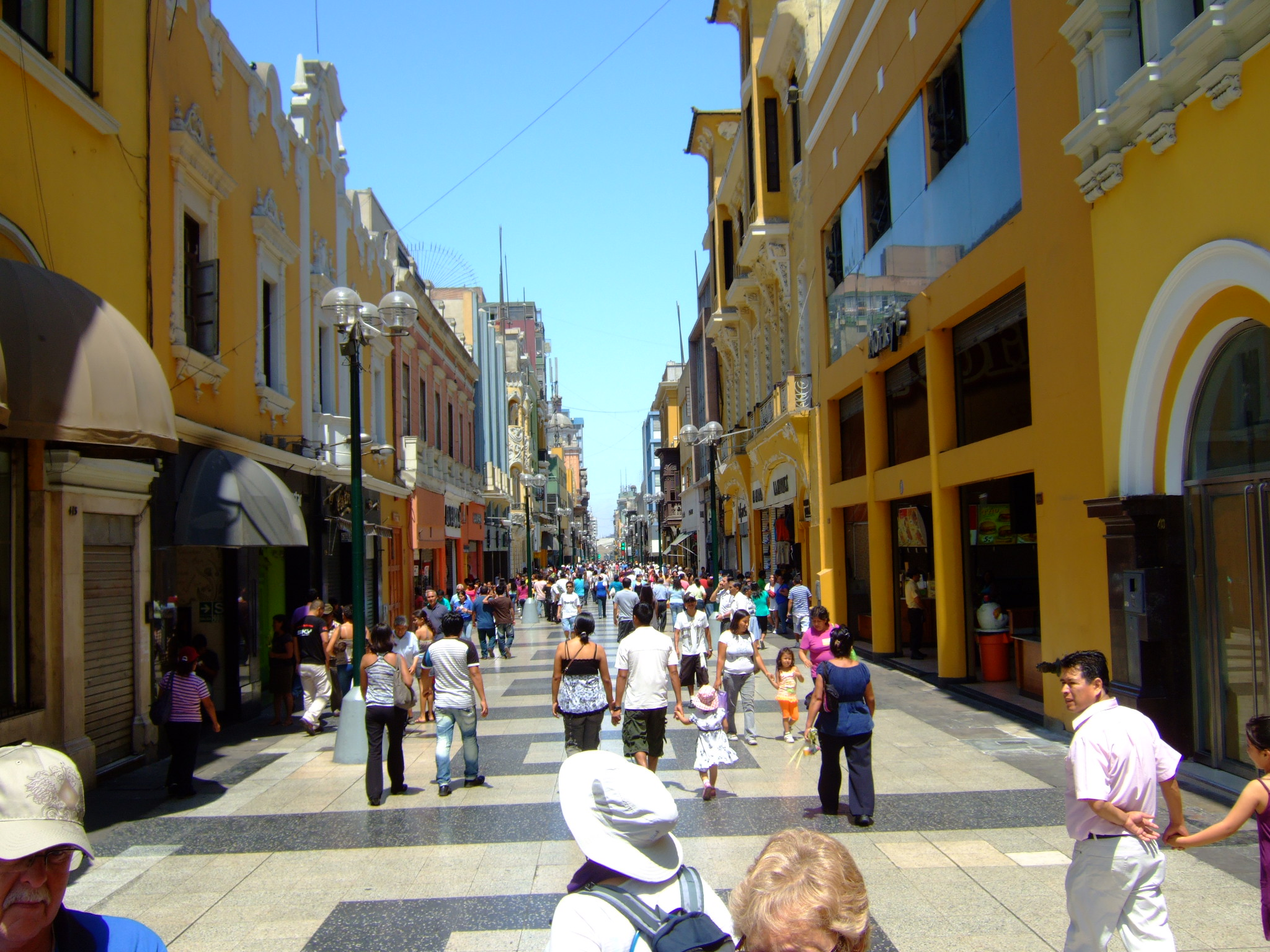
Jirón de la Unión
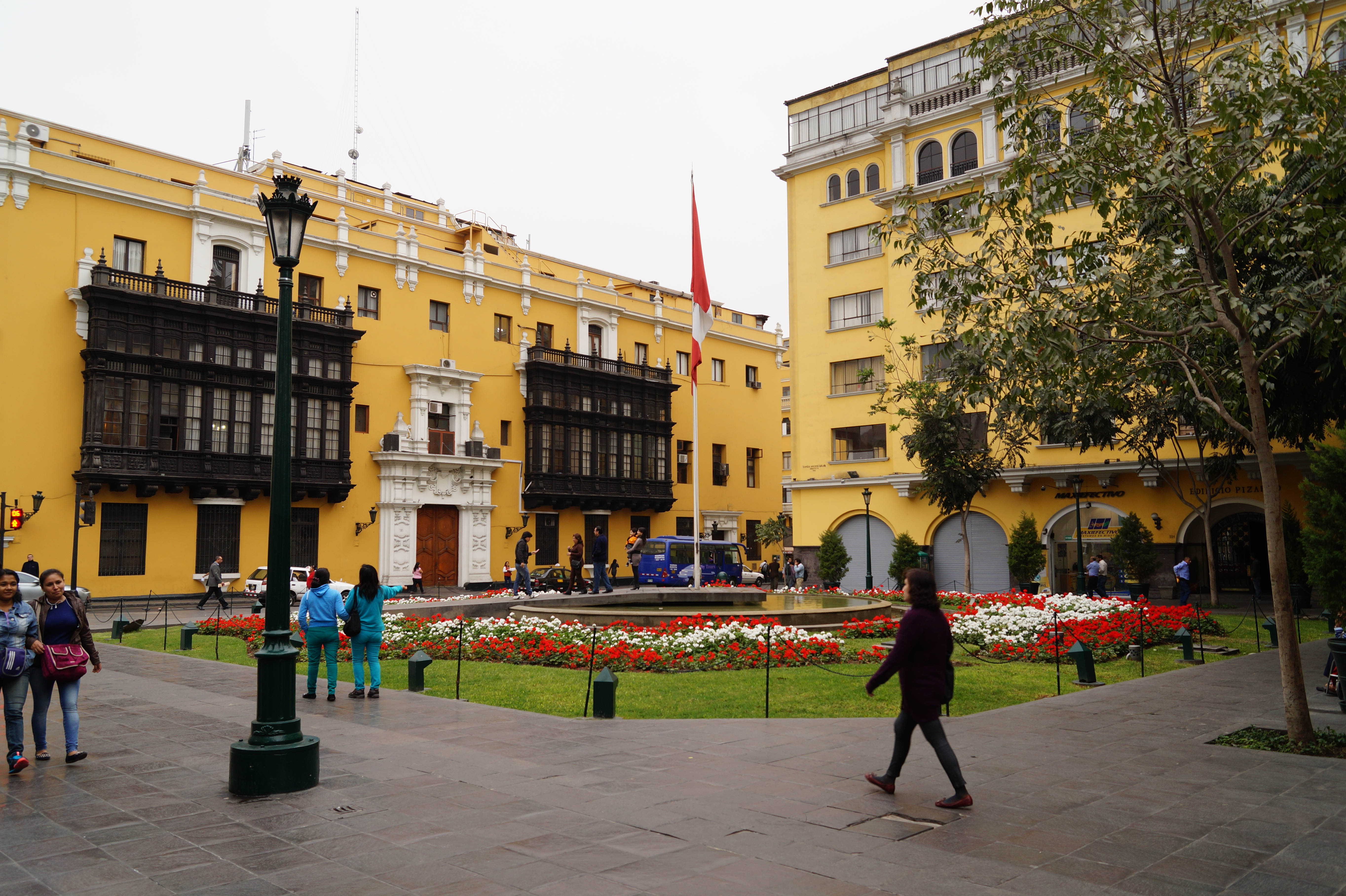
Plaza Perú
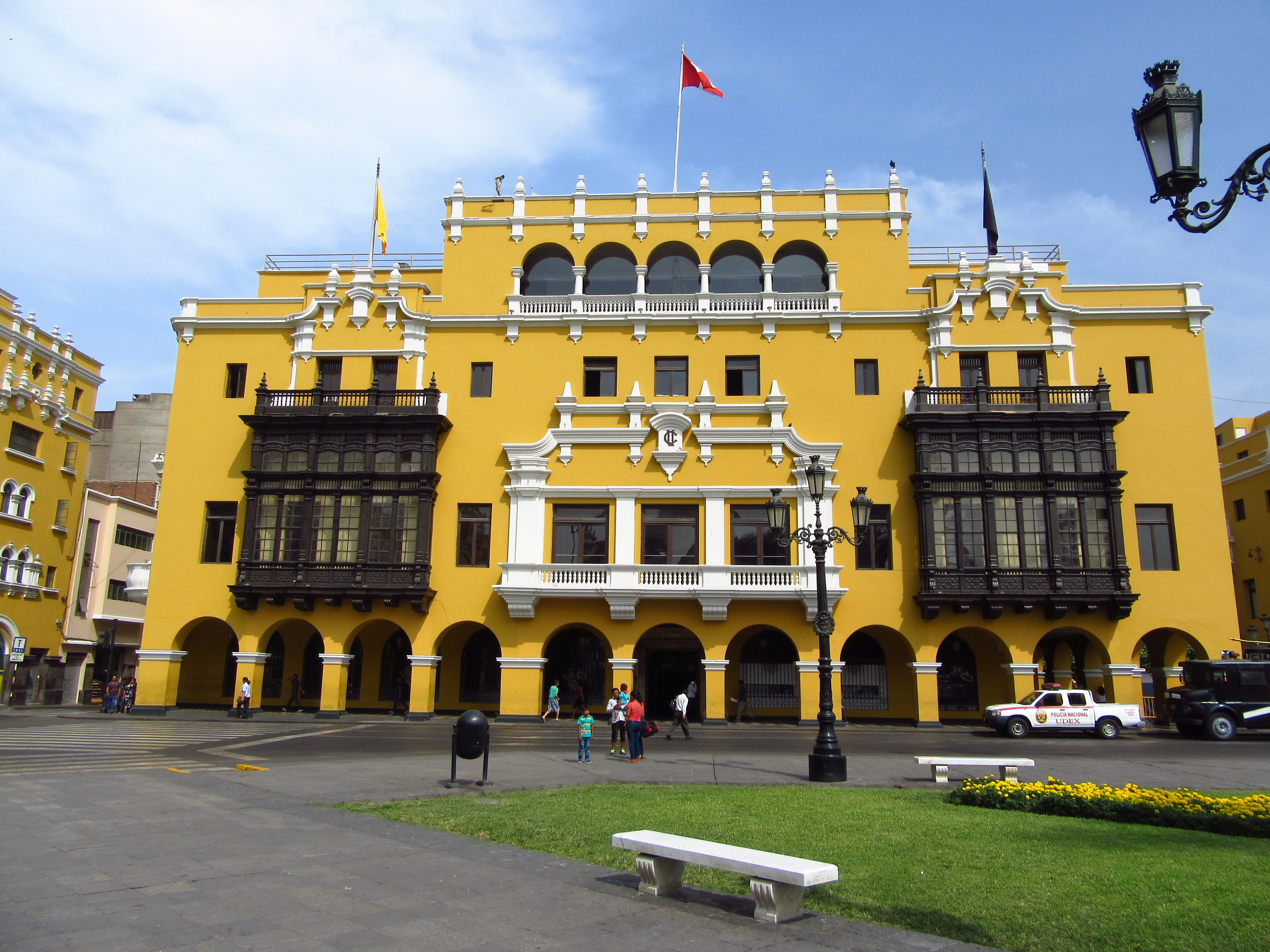
Club de la Unión
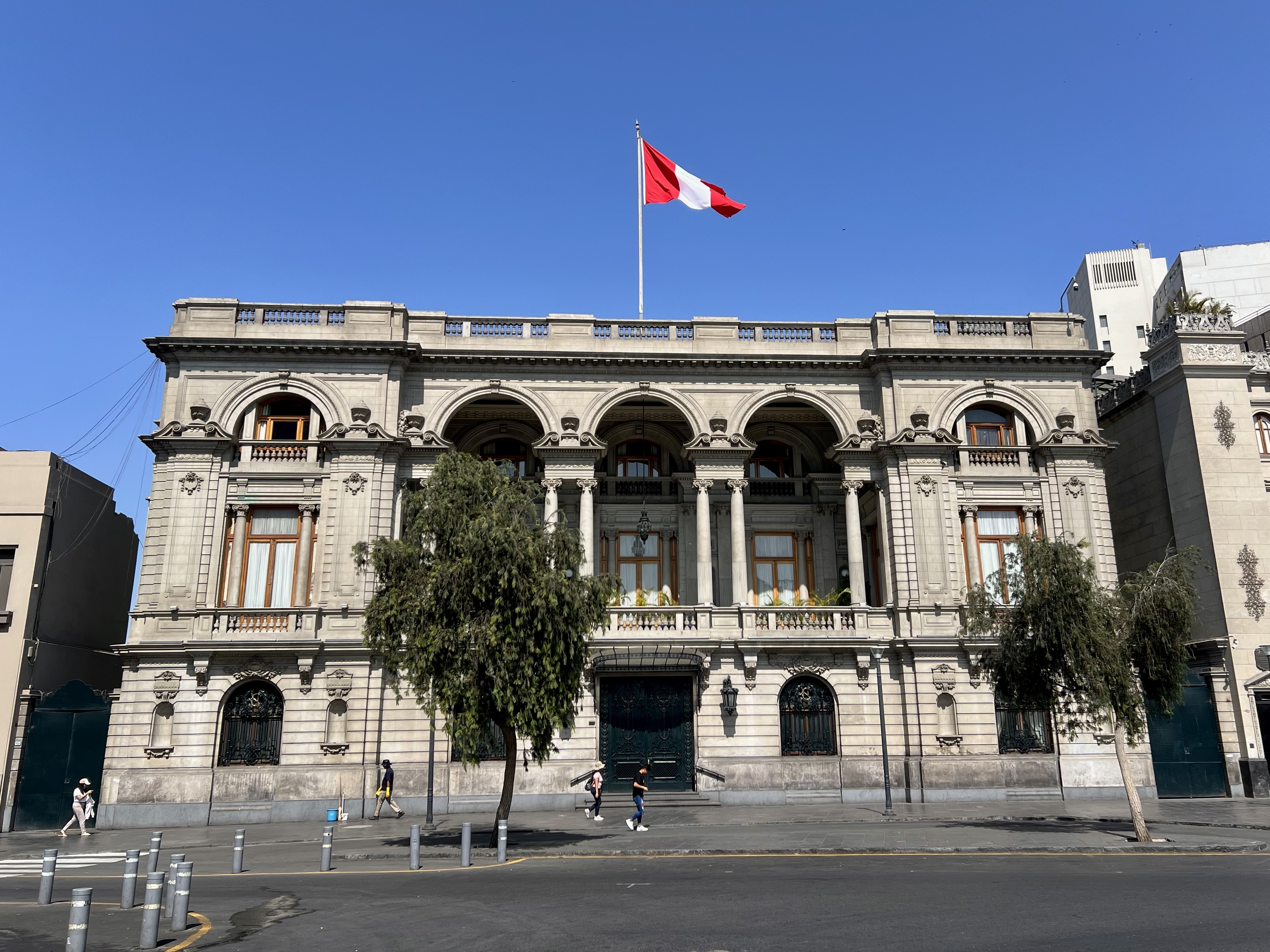
Club Nacional
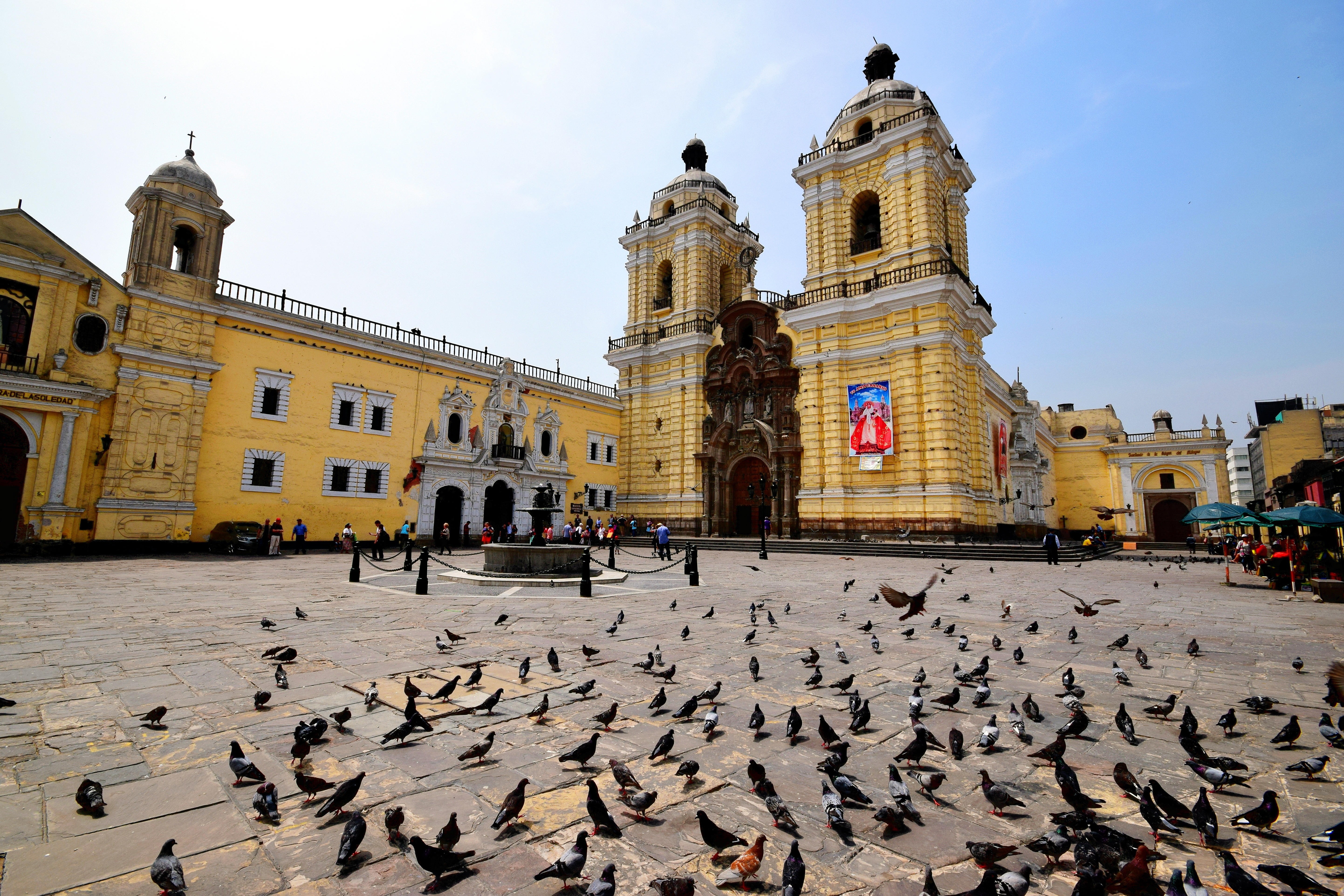
Basílica y convento de San Francisco de Lima
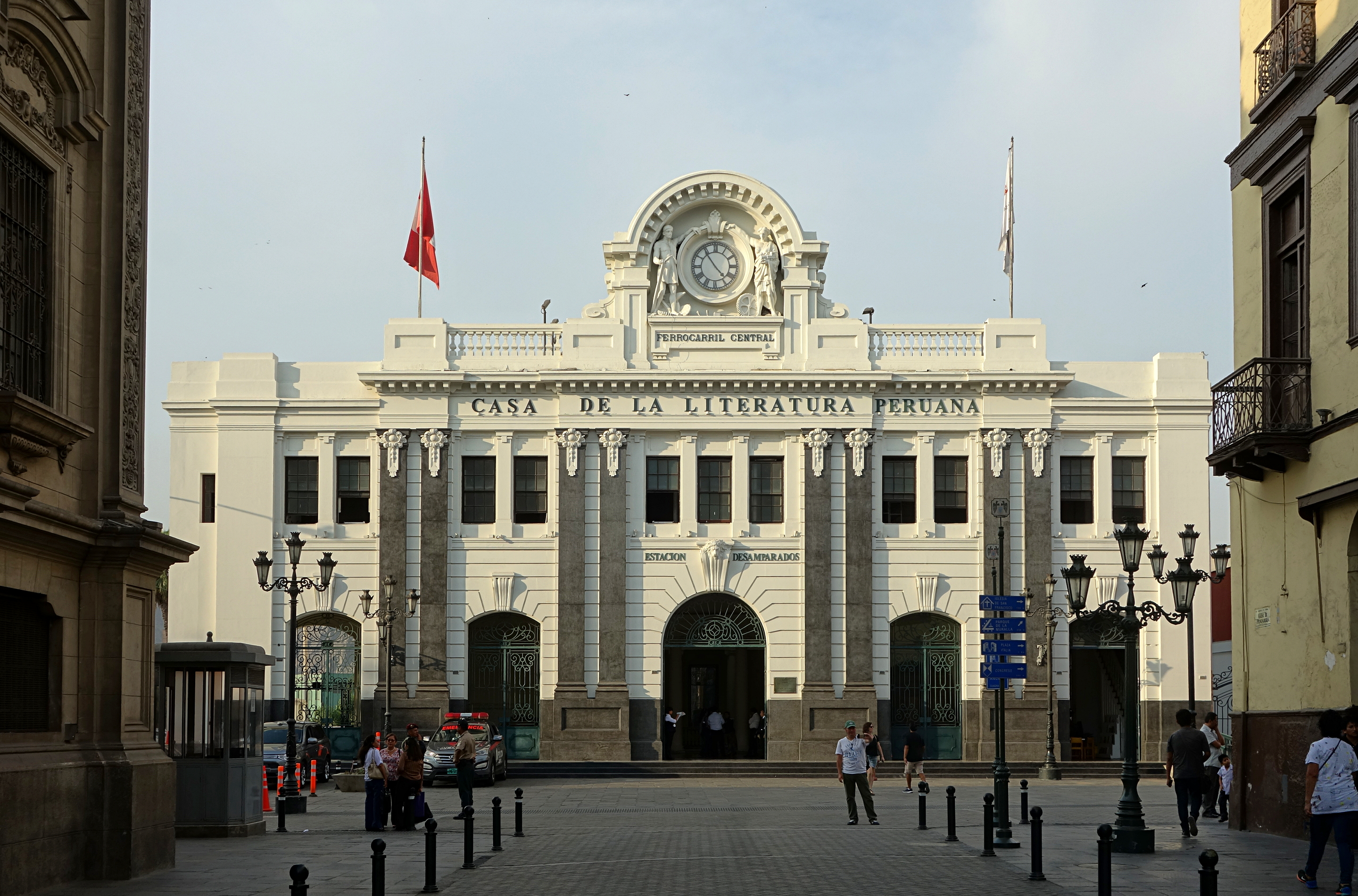
Estación de Desamparados
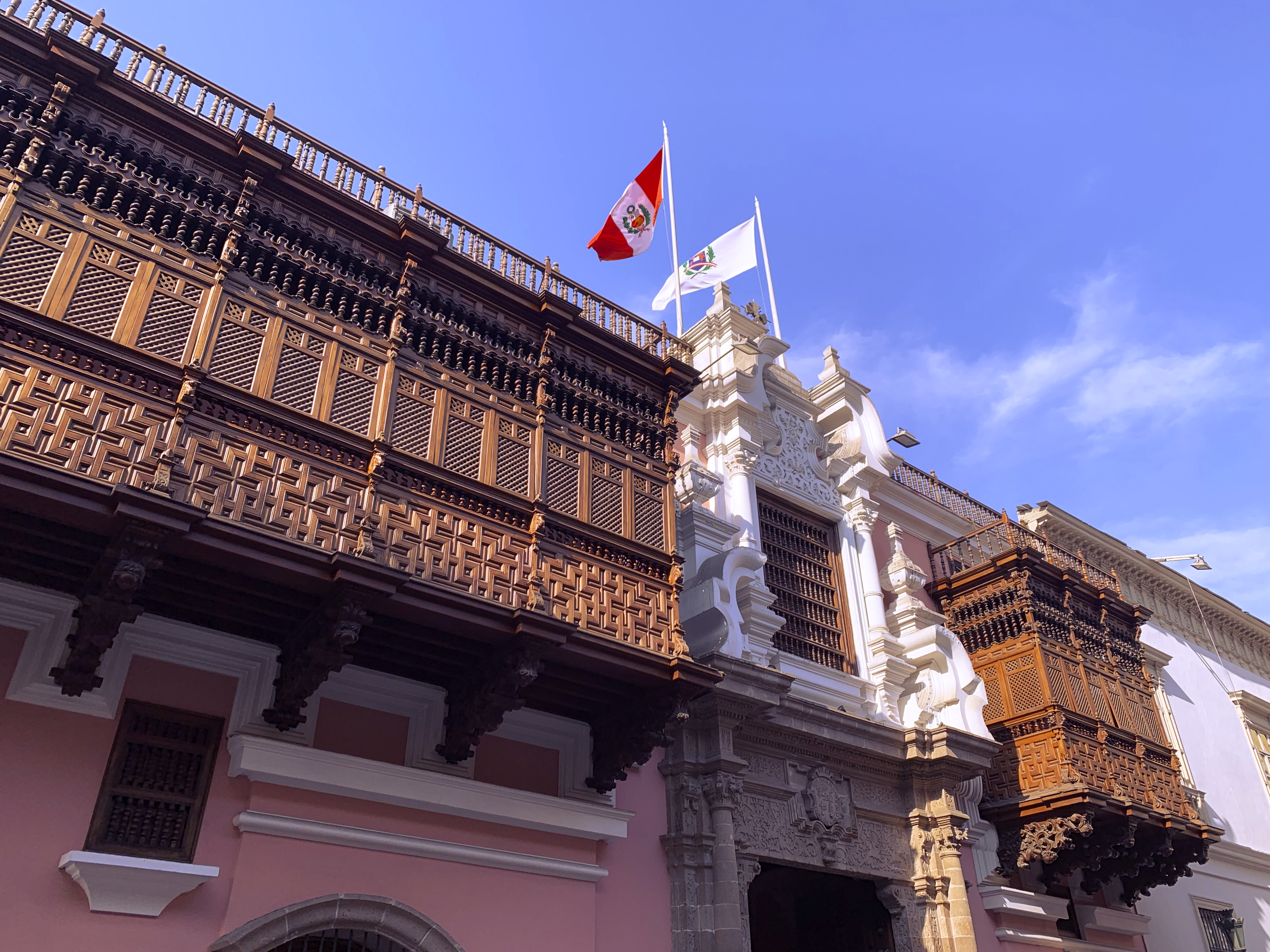
Palacio de Torre Tagle
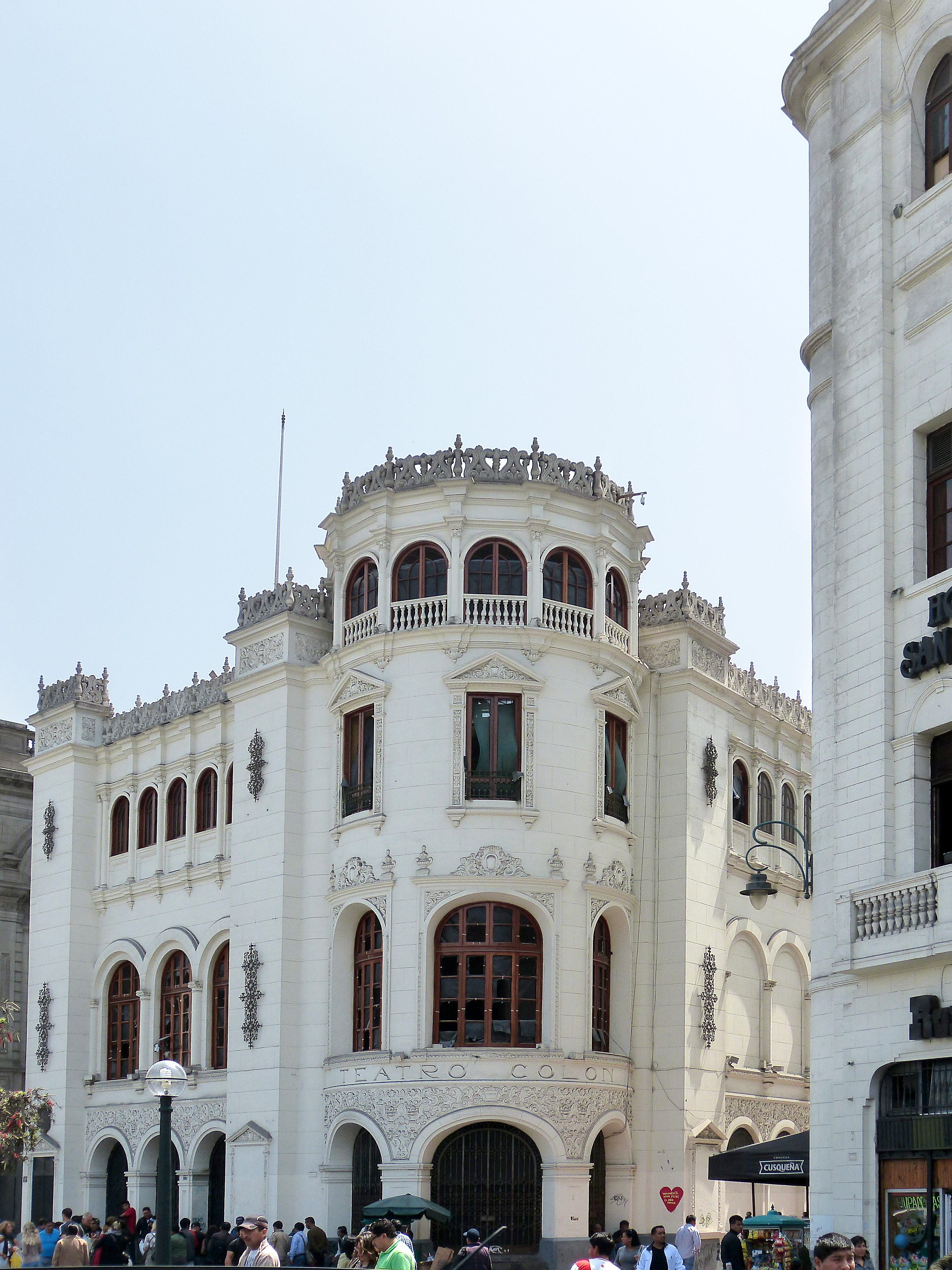
Teatro Colón
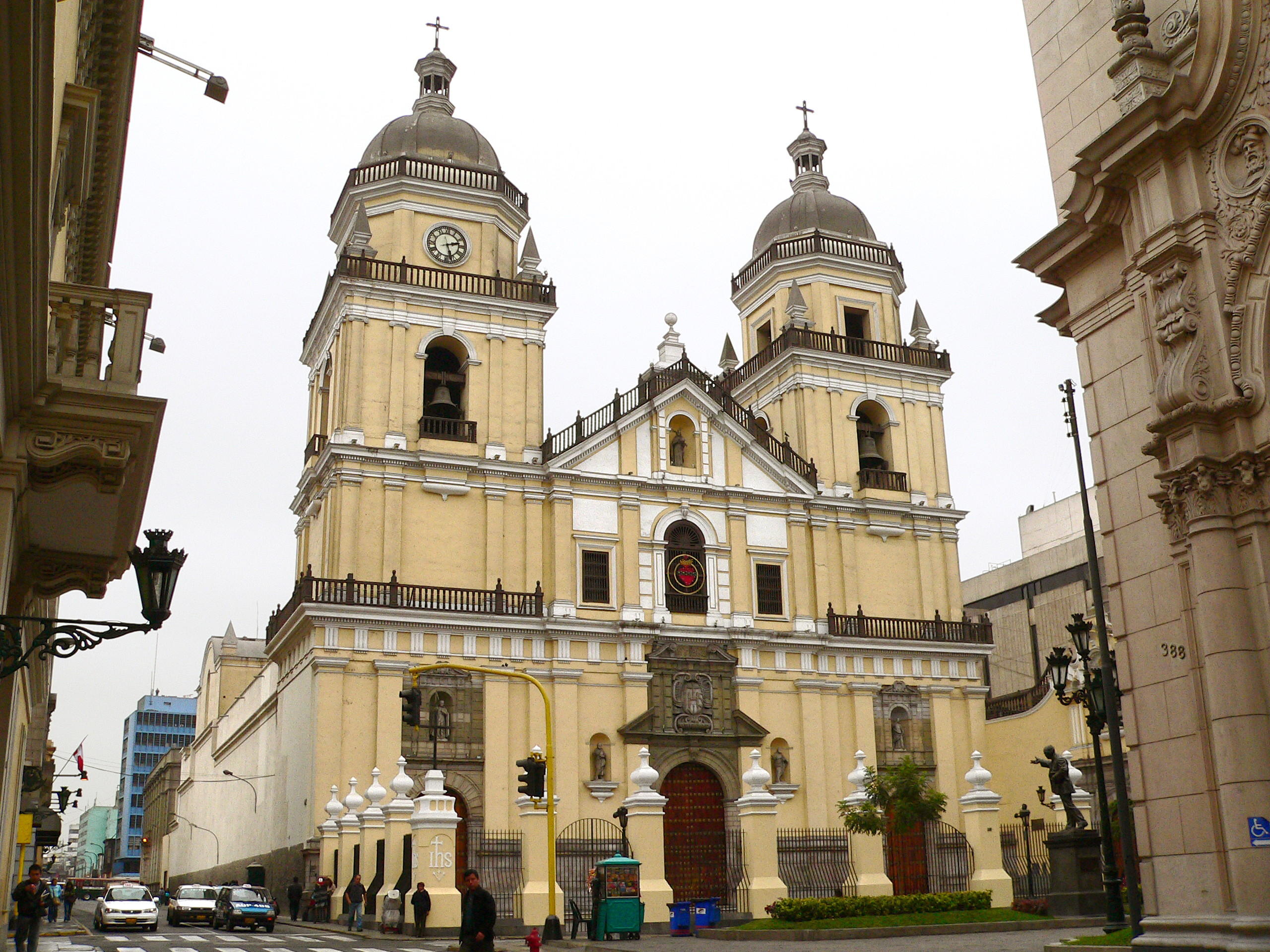
Basílica y convento de San Pedro
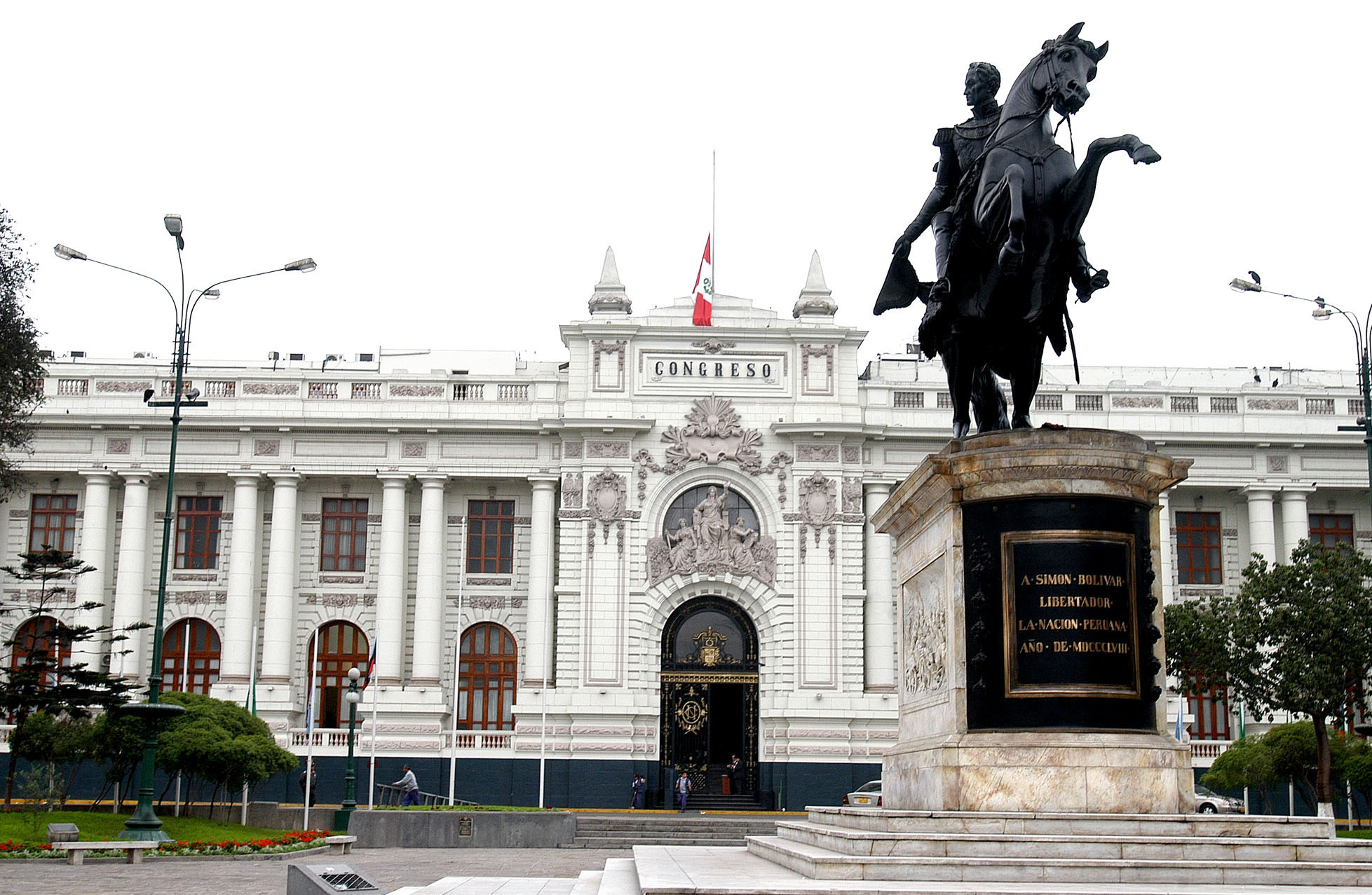
Palacio Legislativo y Plaza Bolívar
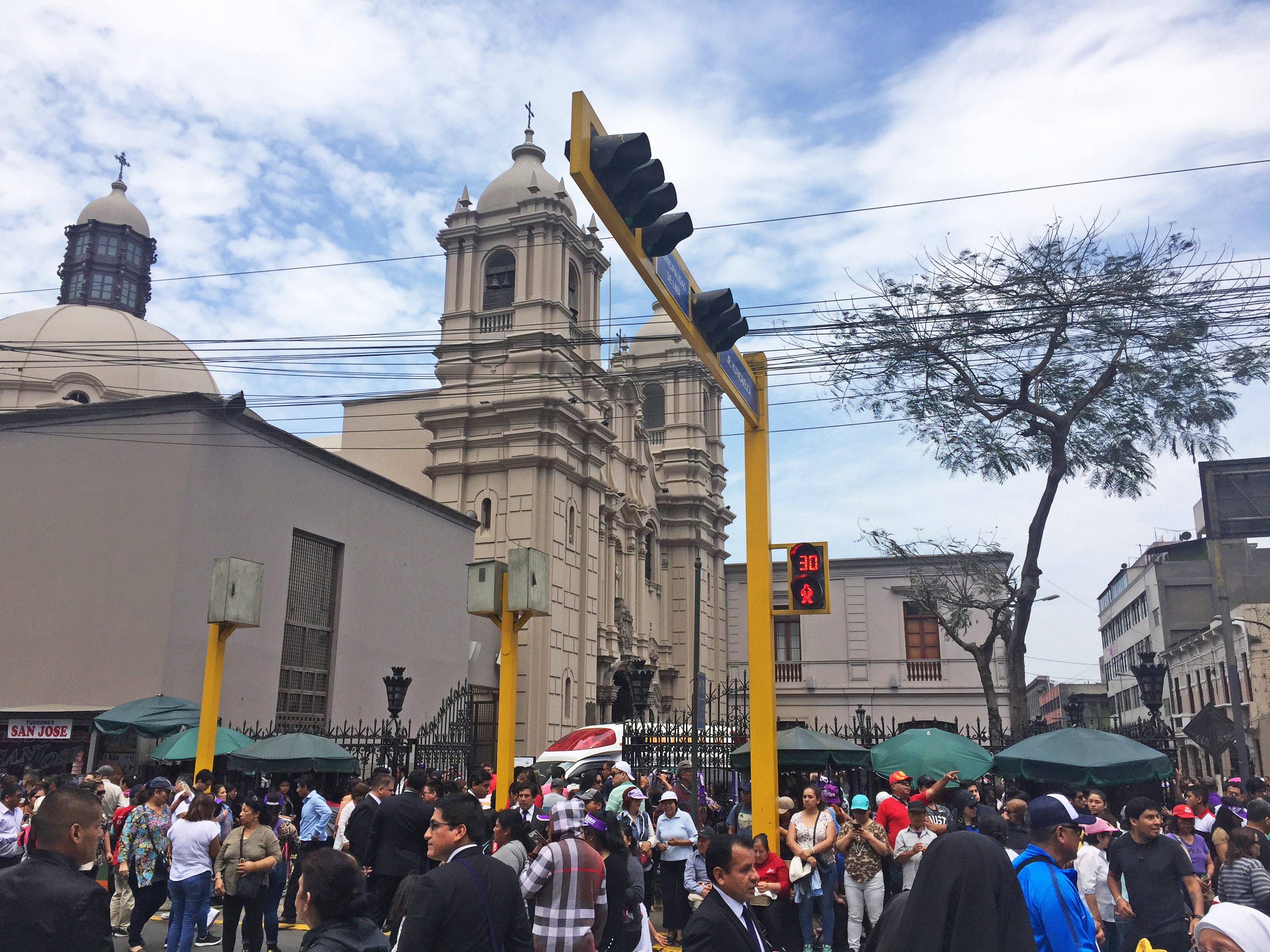
Convento de Carmelitas Descalzas - Las Nazarenas
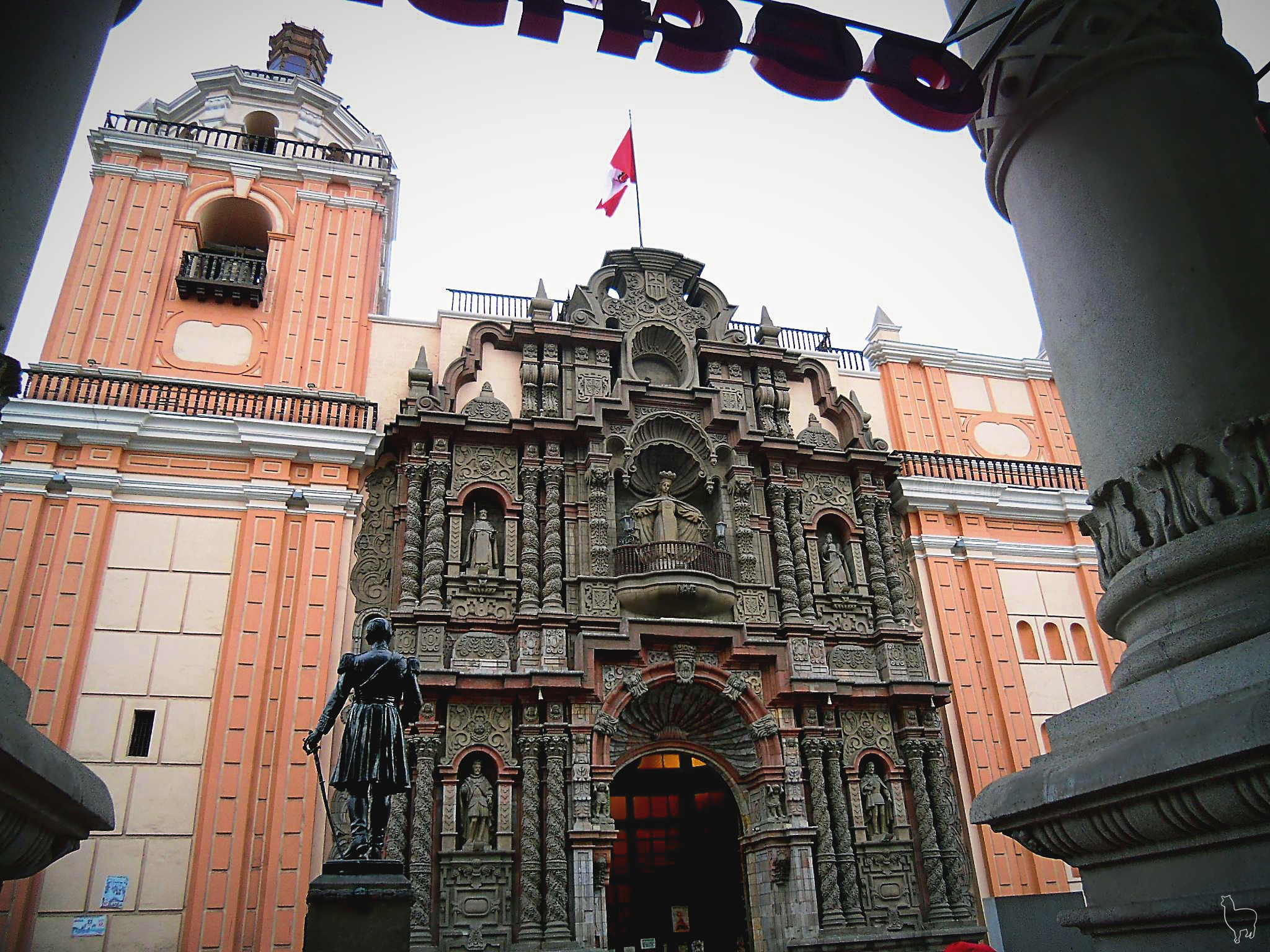
Iglesia de la Merced
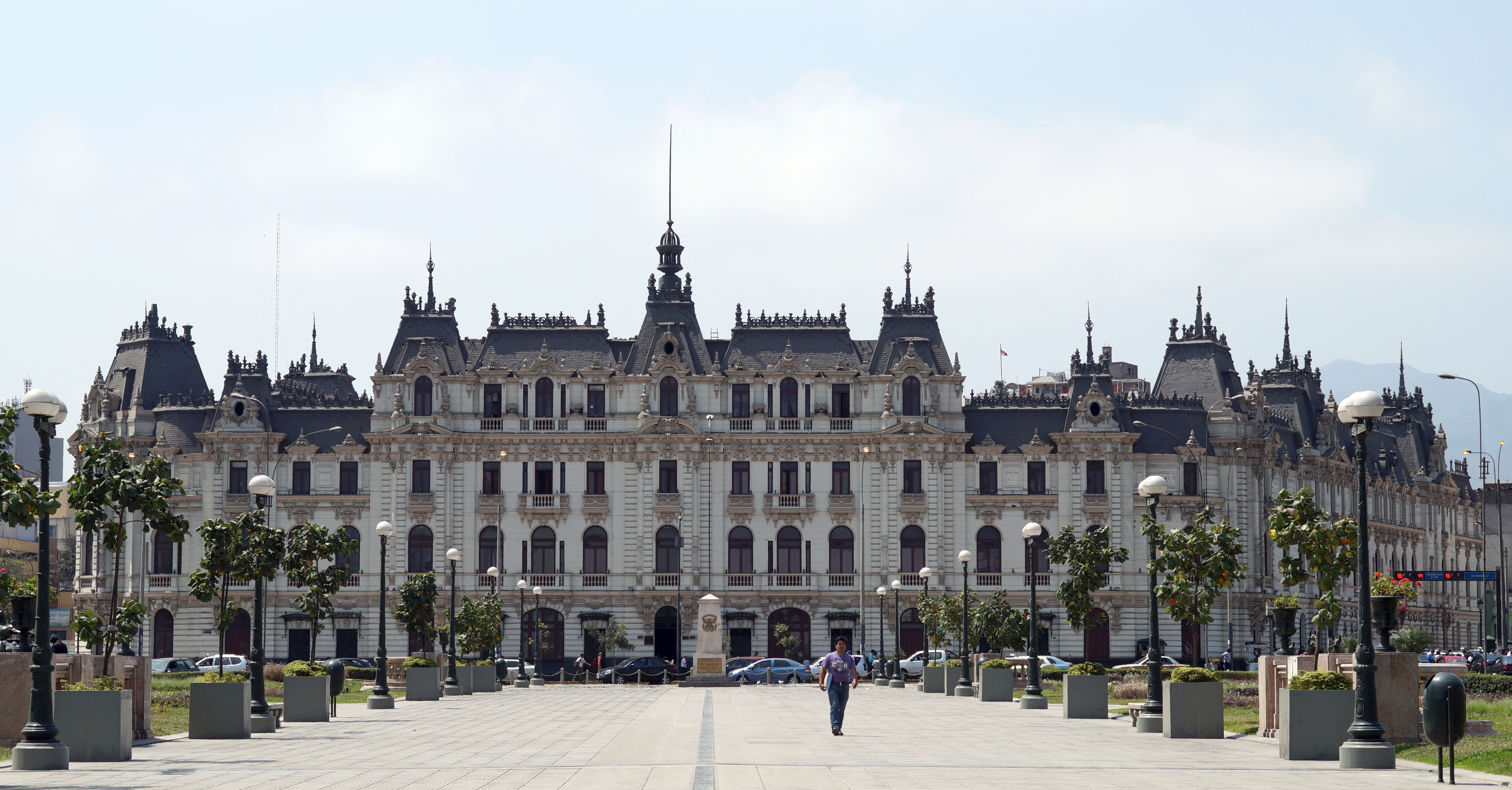
Edificio Rímac y Paseo de los Héroes Navales
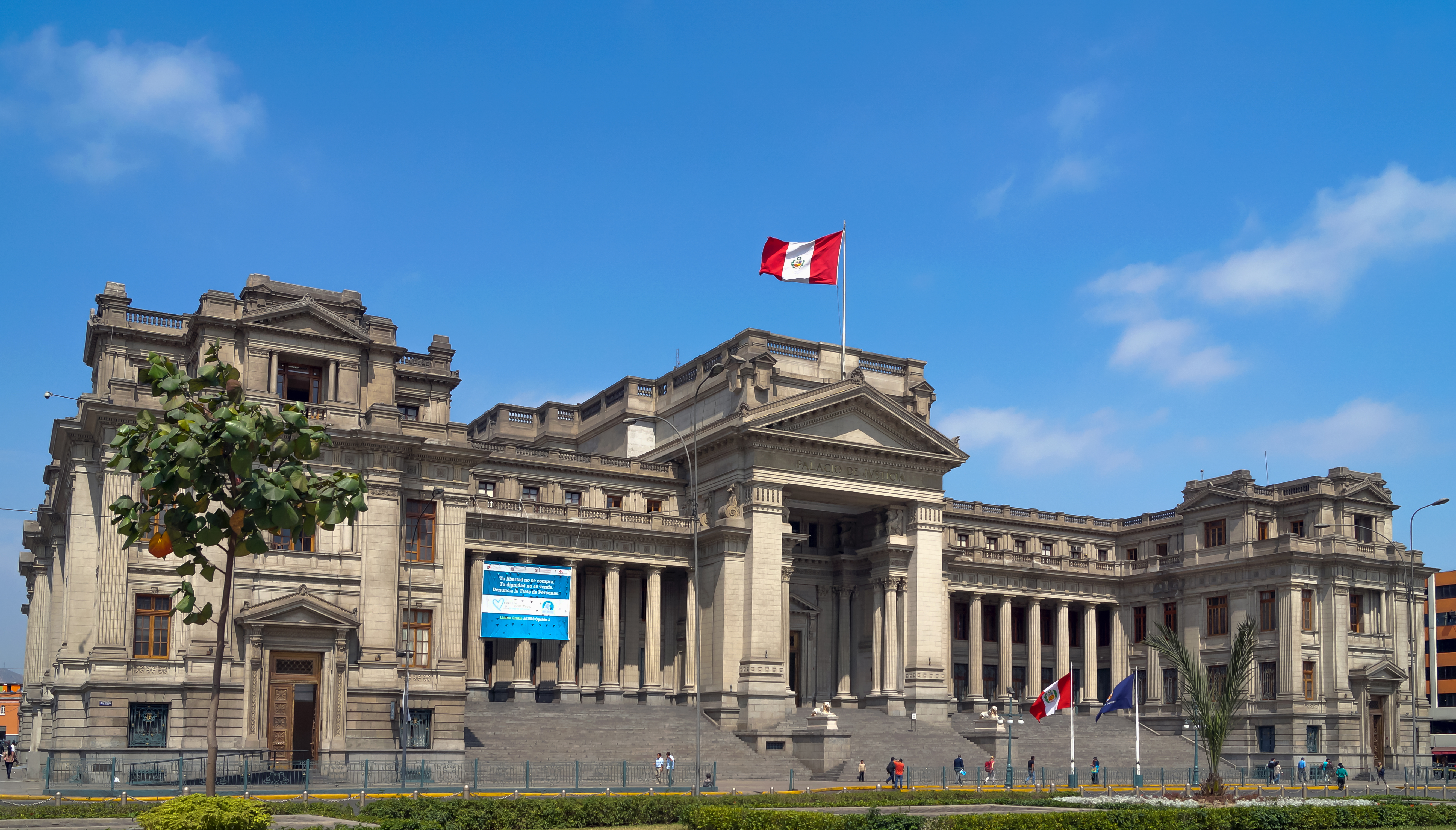
Palacio de Justicia
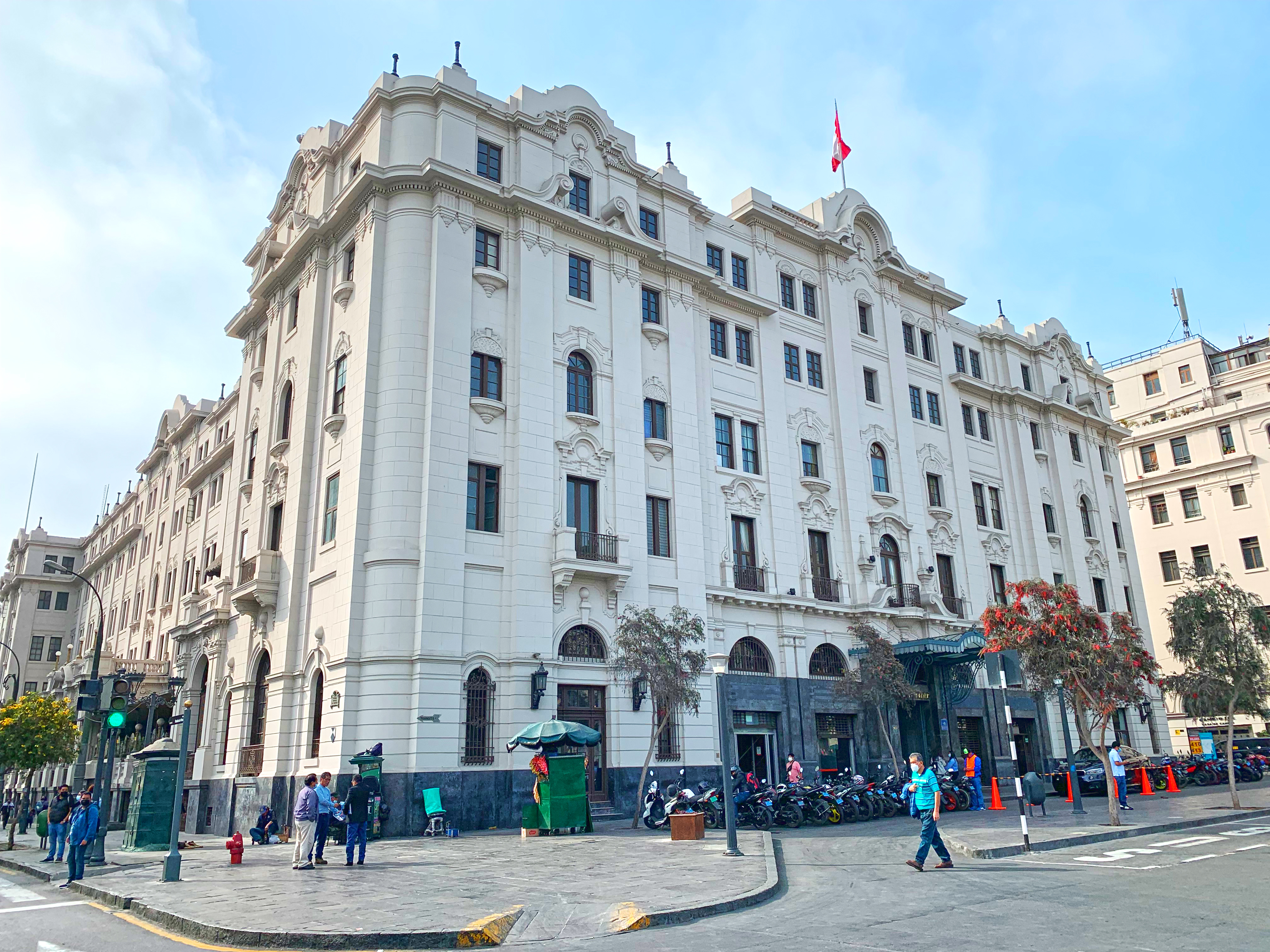
Gran Hotel Bolívar
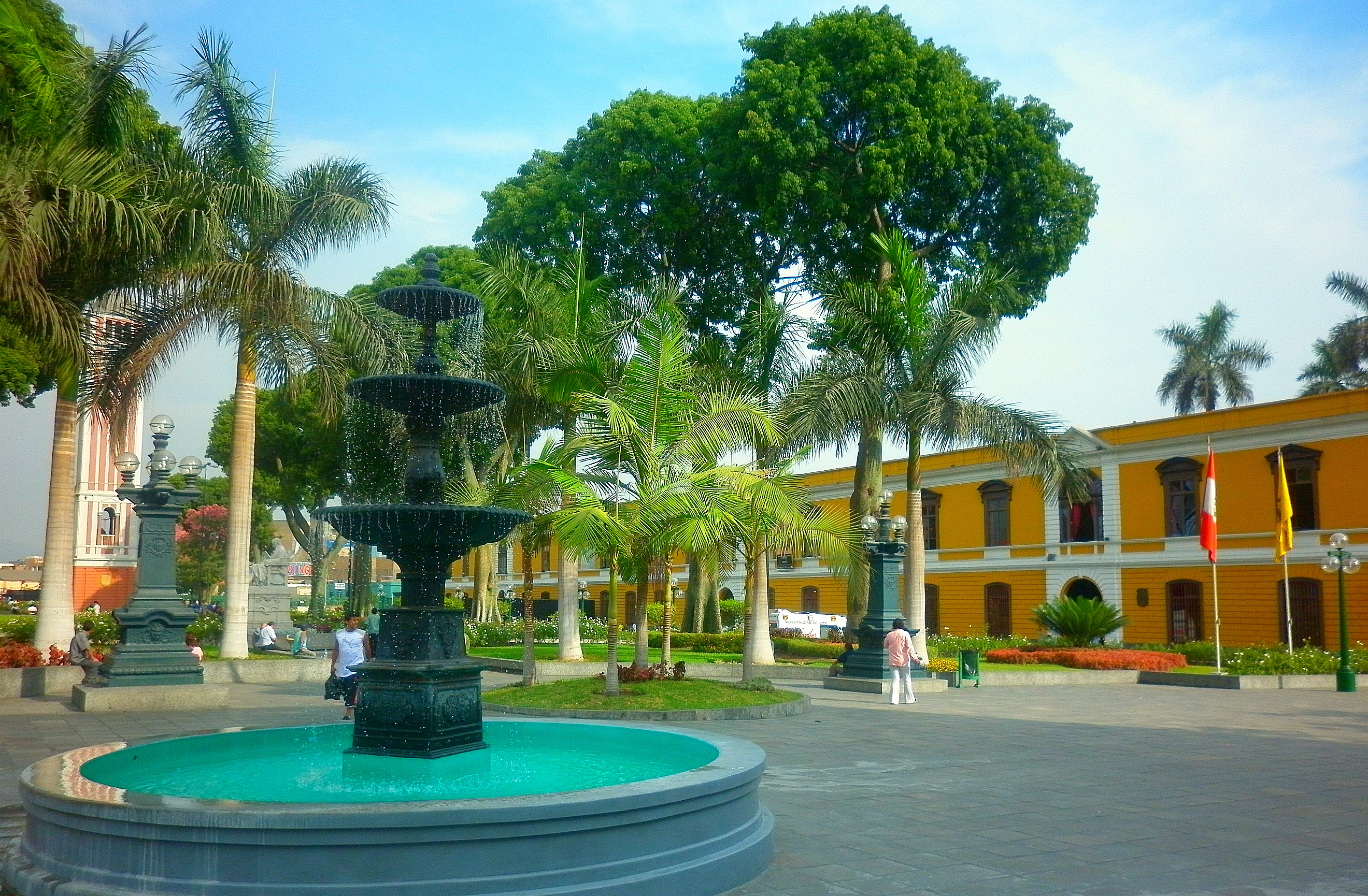
Casona de la Universidad Nacional Mayor de San Marcos en el Parque Universitario
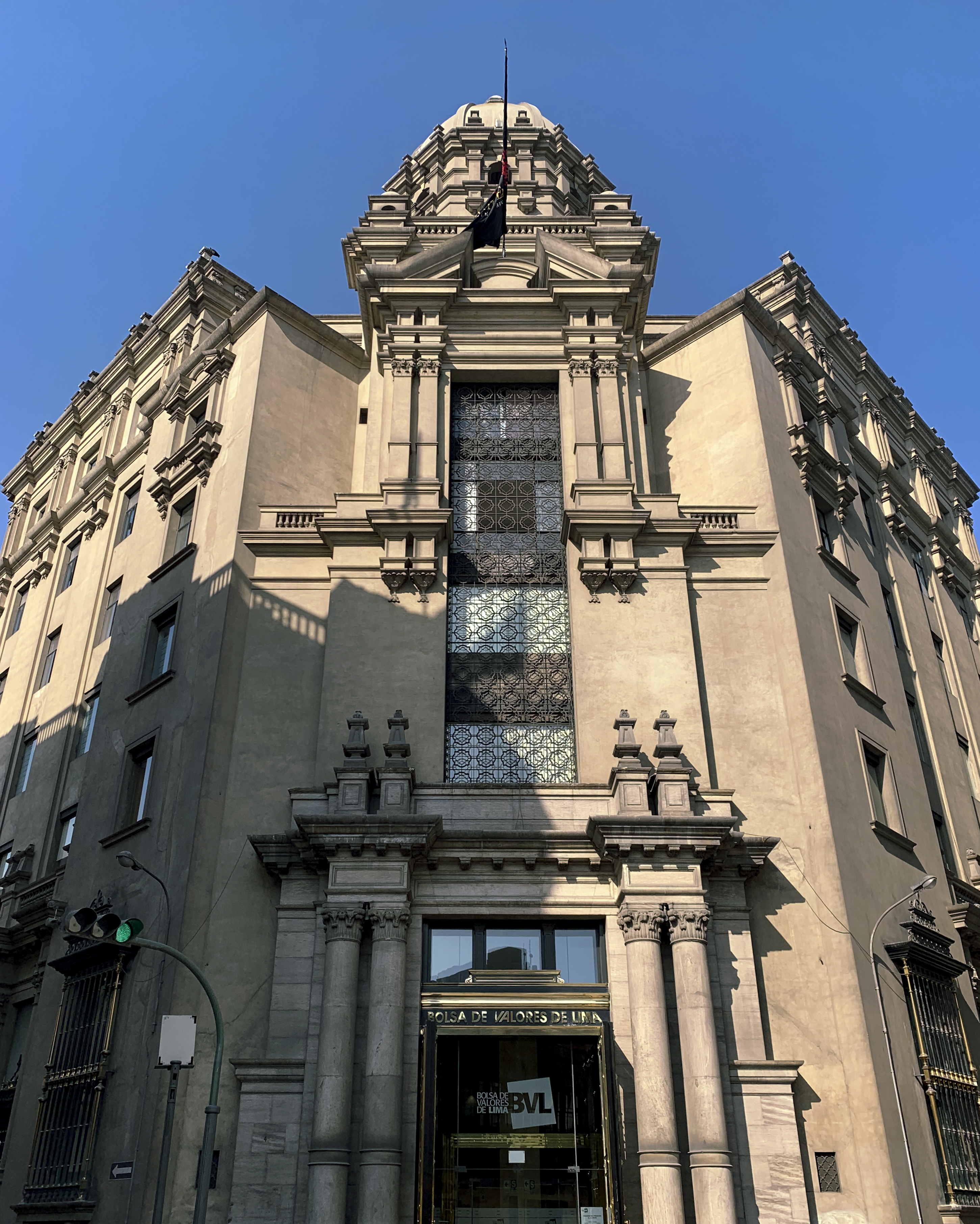
Bolsa de Valores de Lima
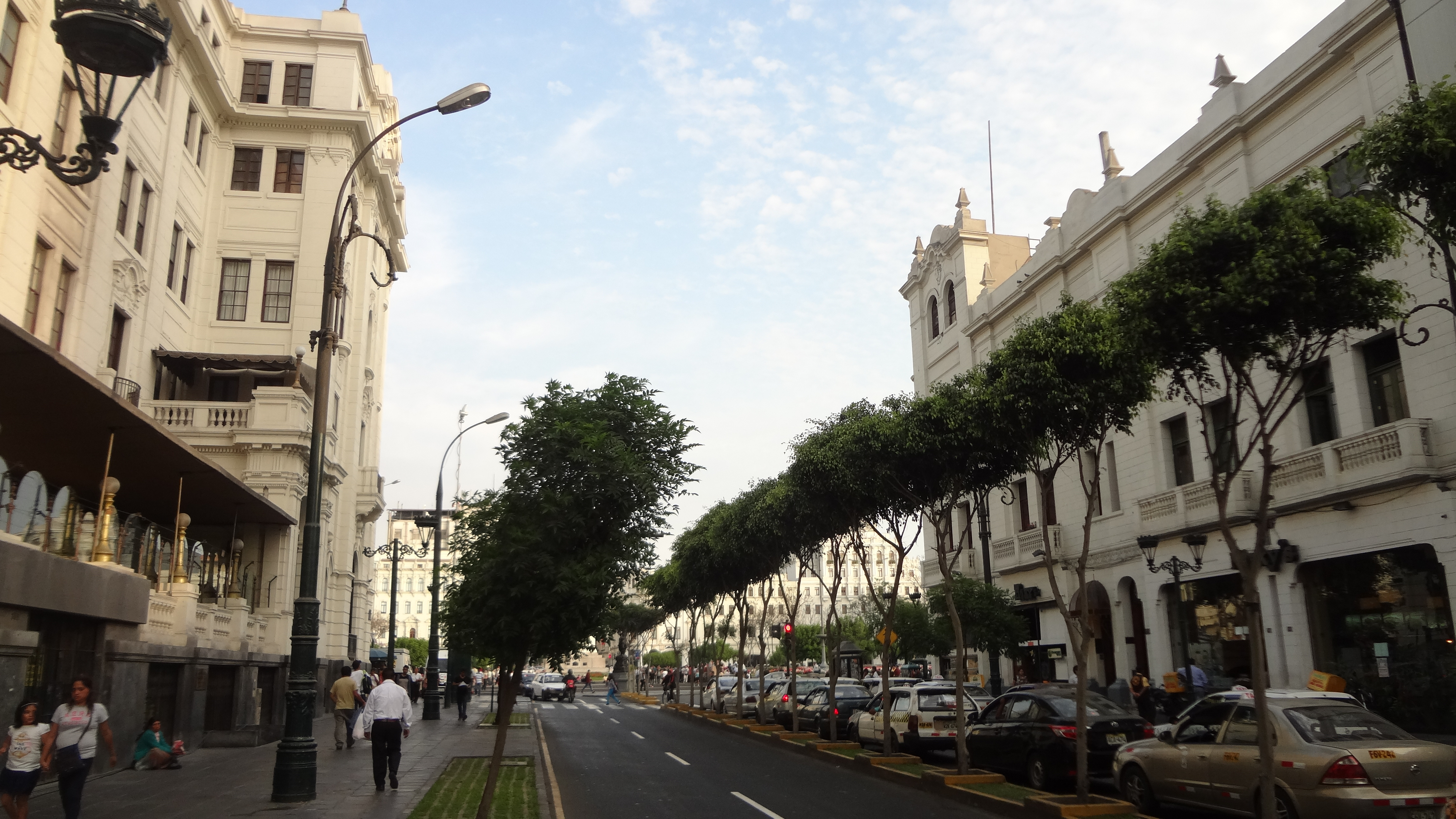
Avenida Nicolás de Pierola
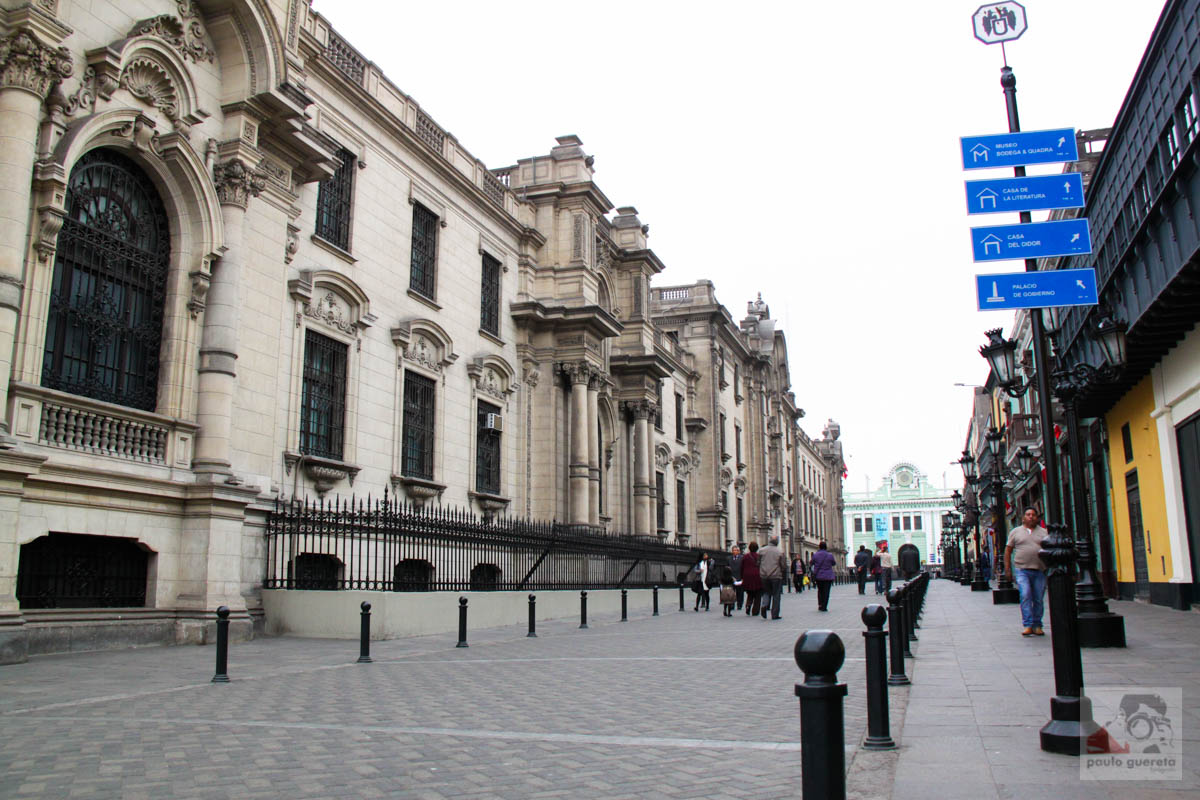
Jirón Carabaya
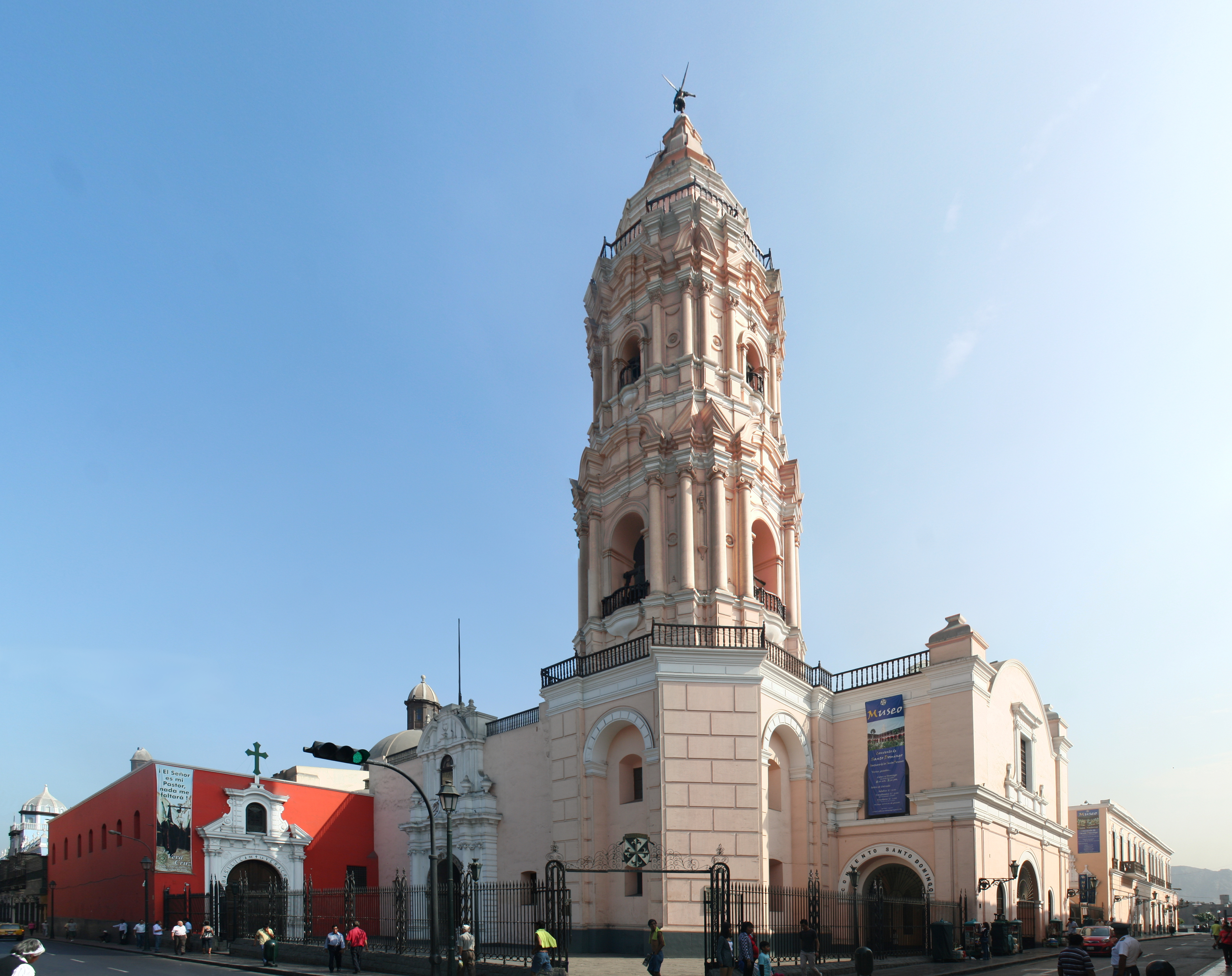
Iglesia de Santo Domingo
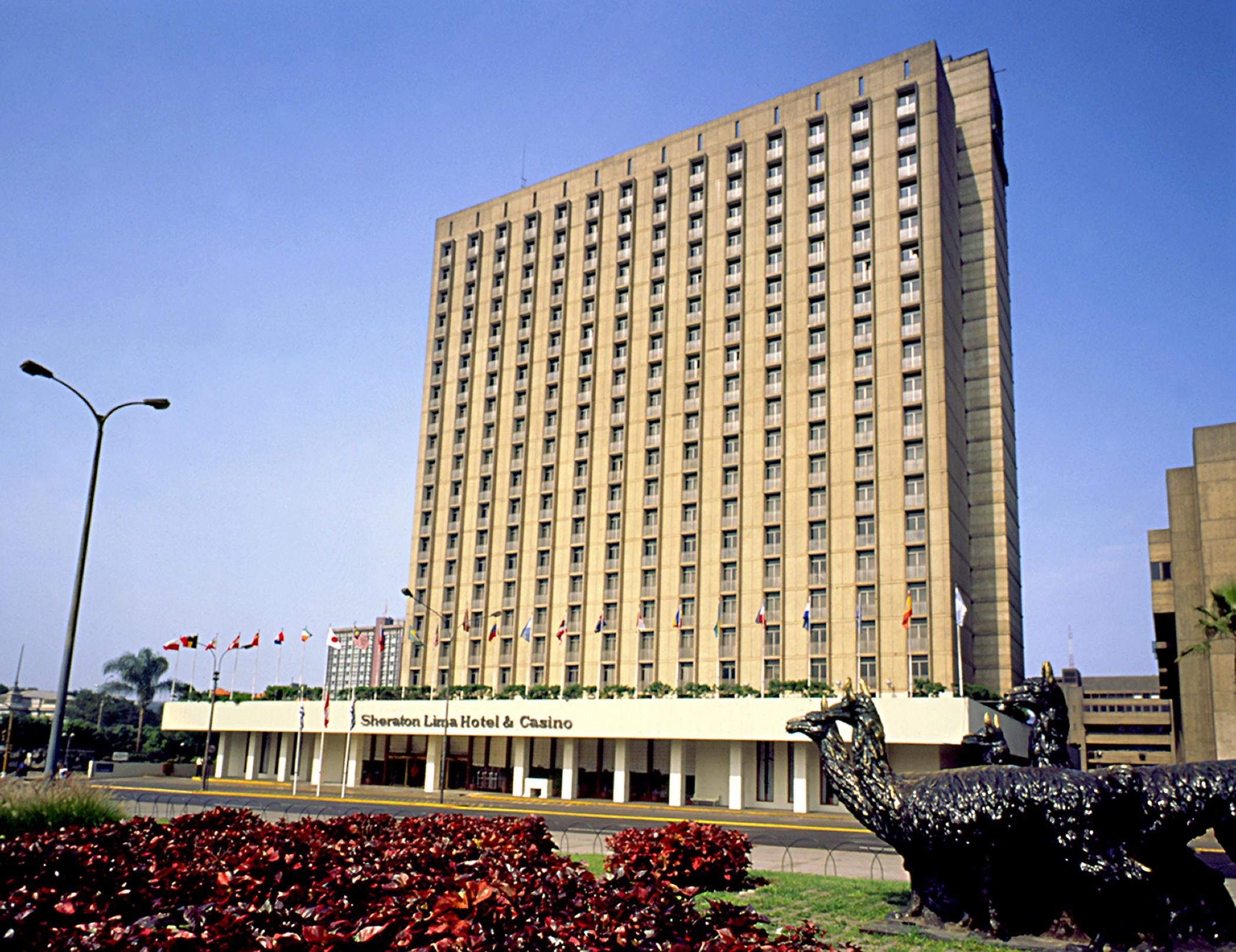
Hotel Sheraton
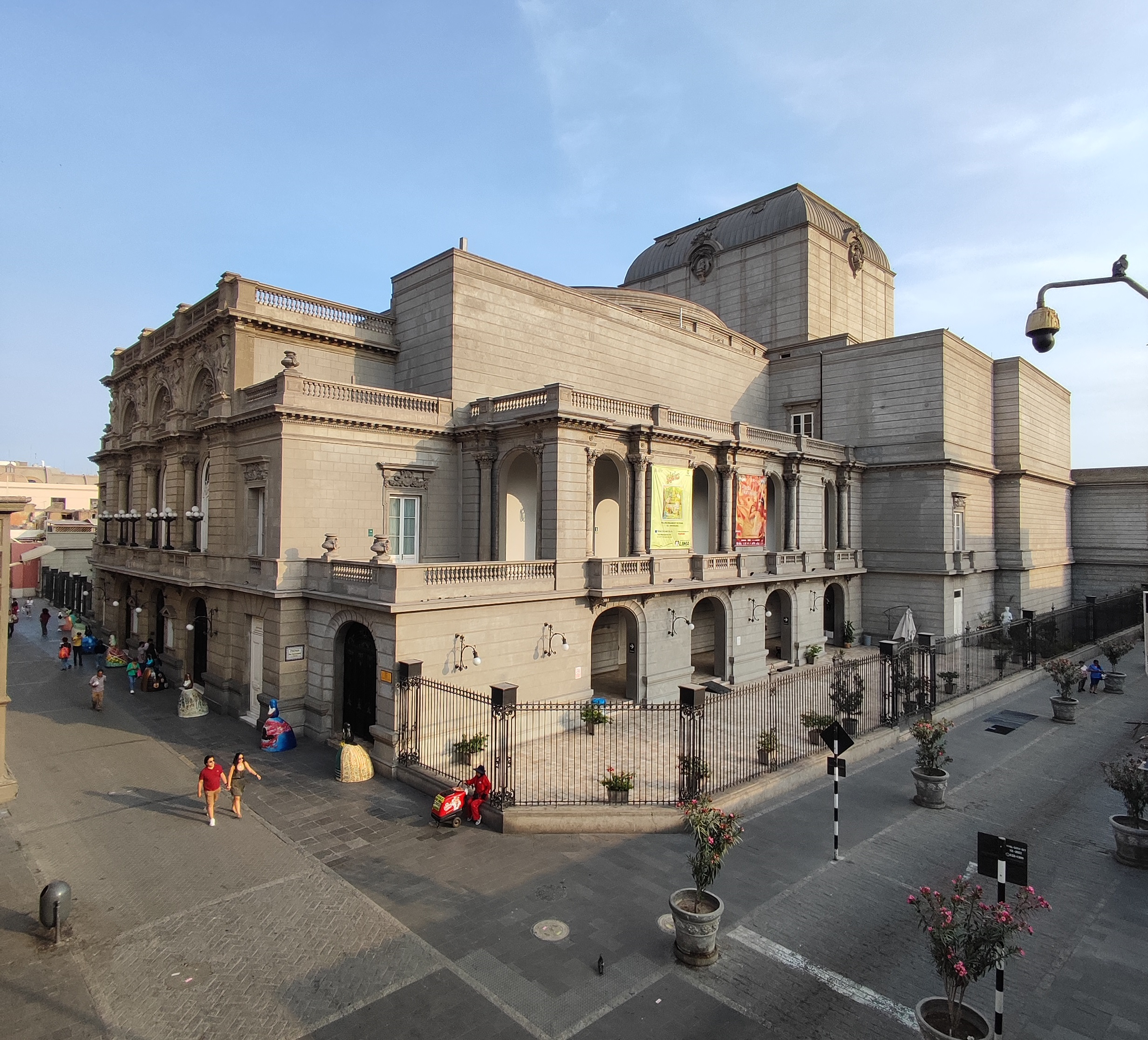
Teatro Municipal
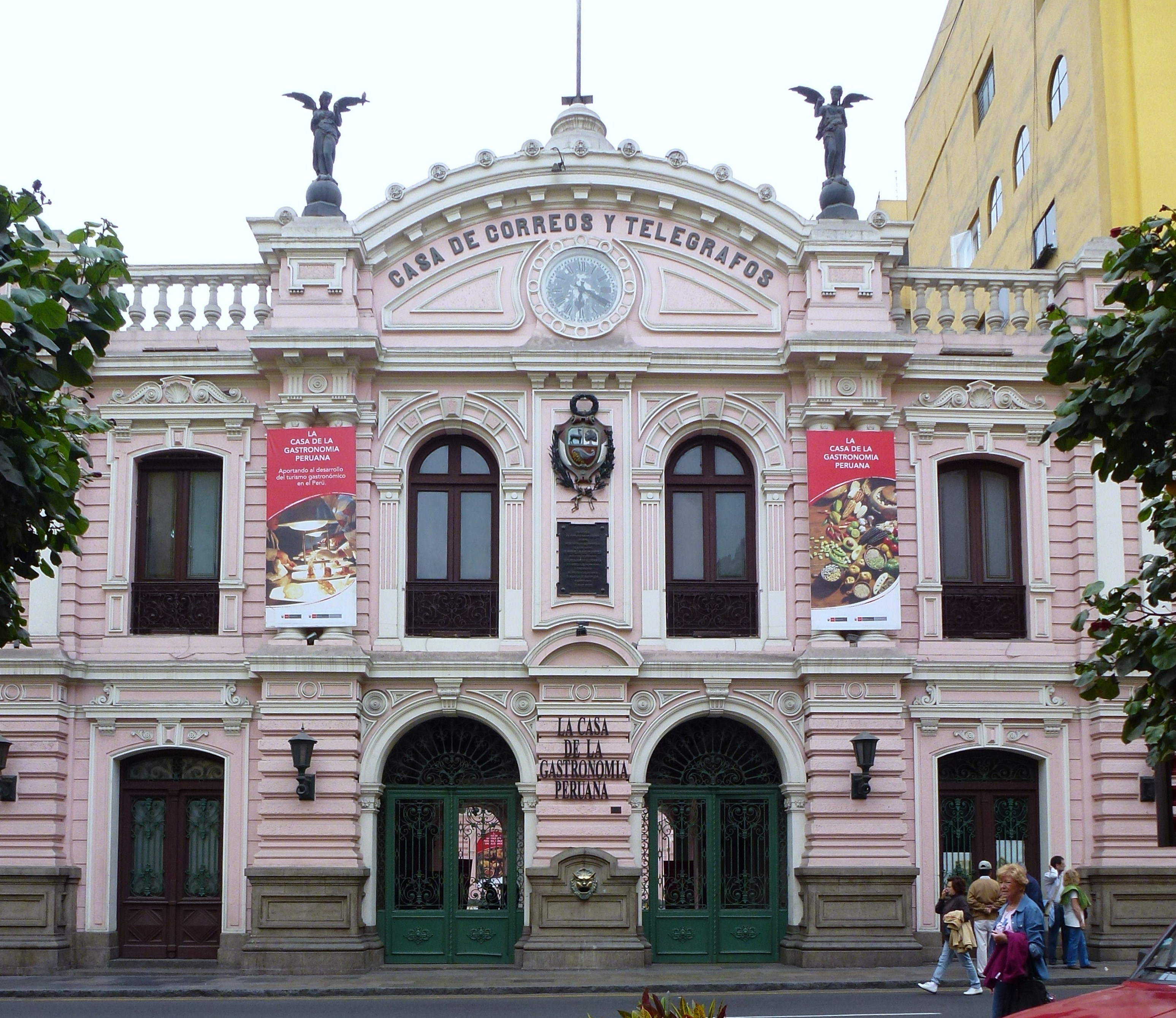
Casa de Correos y Telégrafos de Lima
Plaza Dos de Mayo
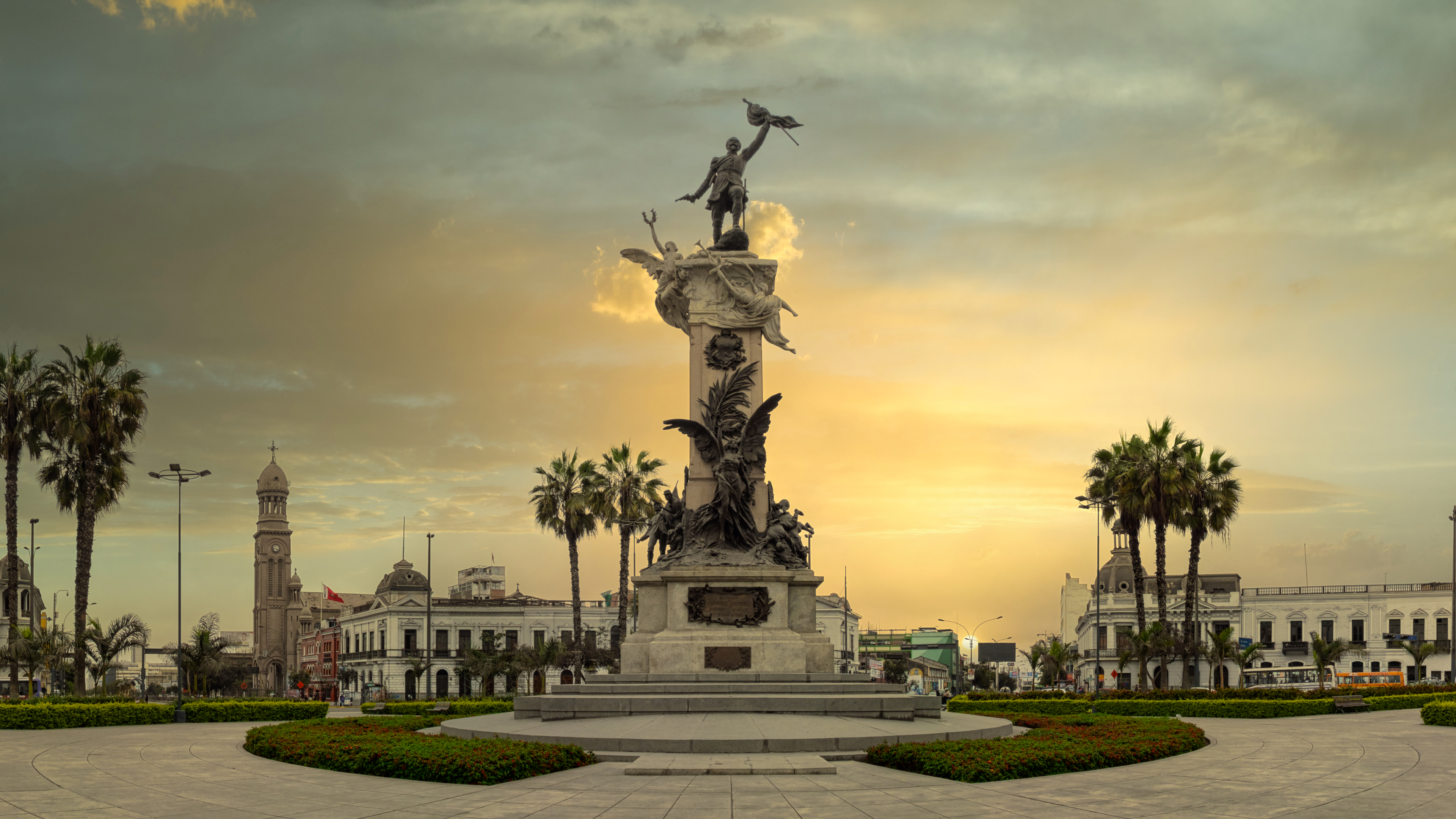
Plaza Bolognesi
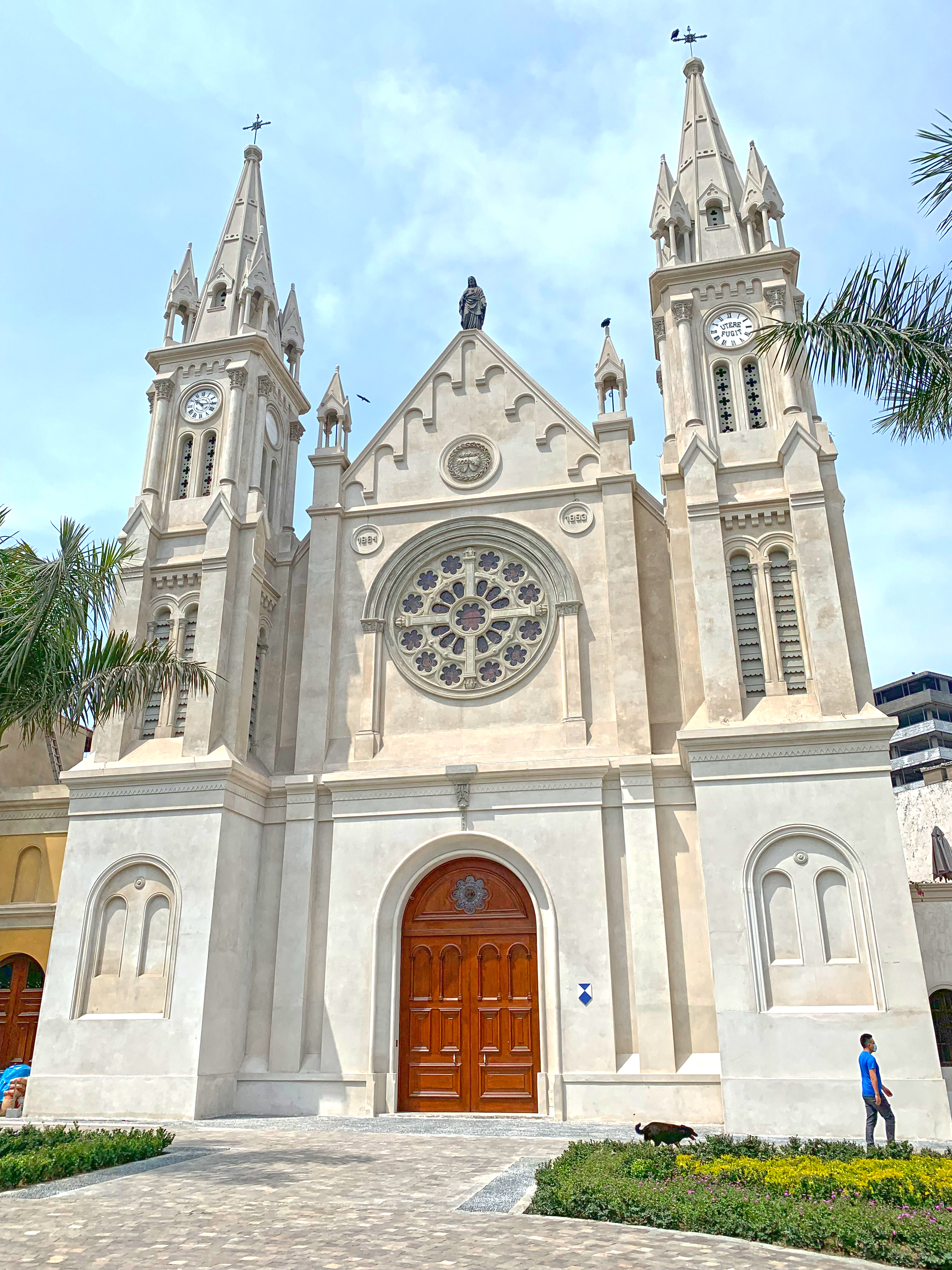
Iglesia de los Sagrados Corazones de Jesús y María
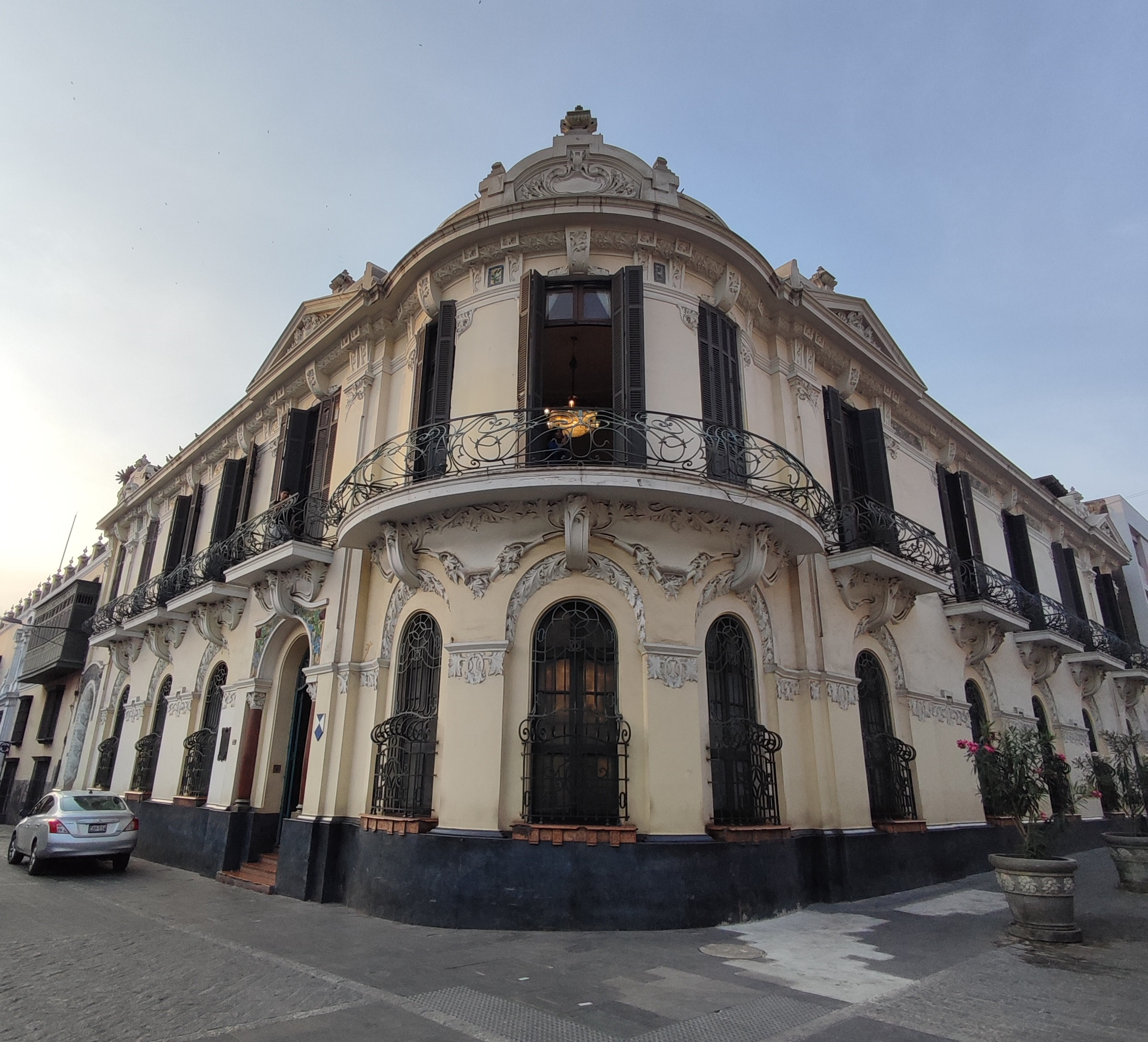
Casa Fernandini
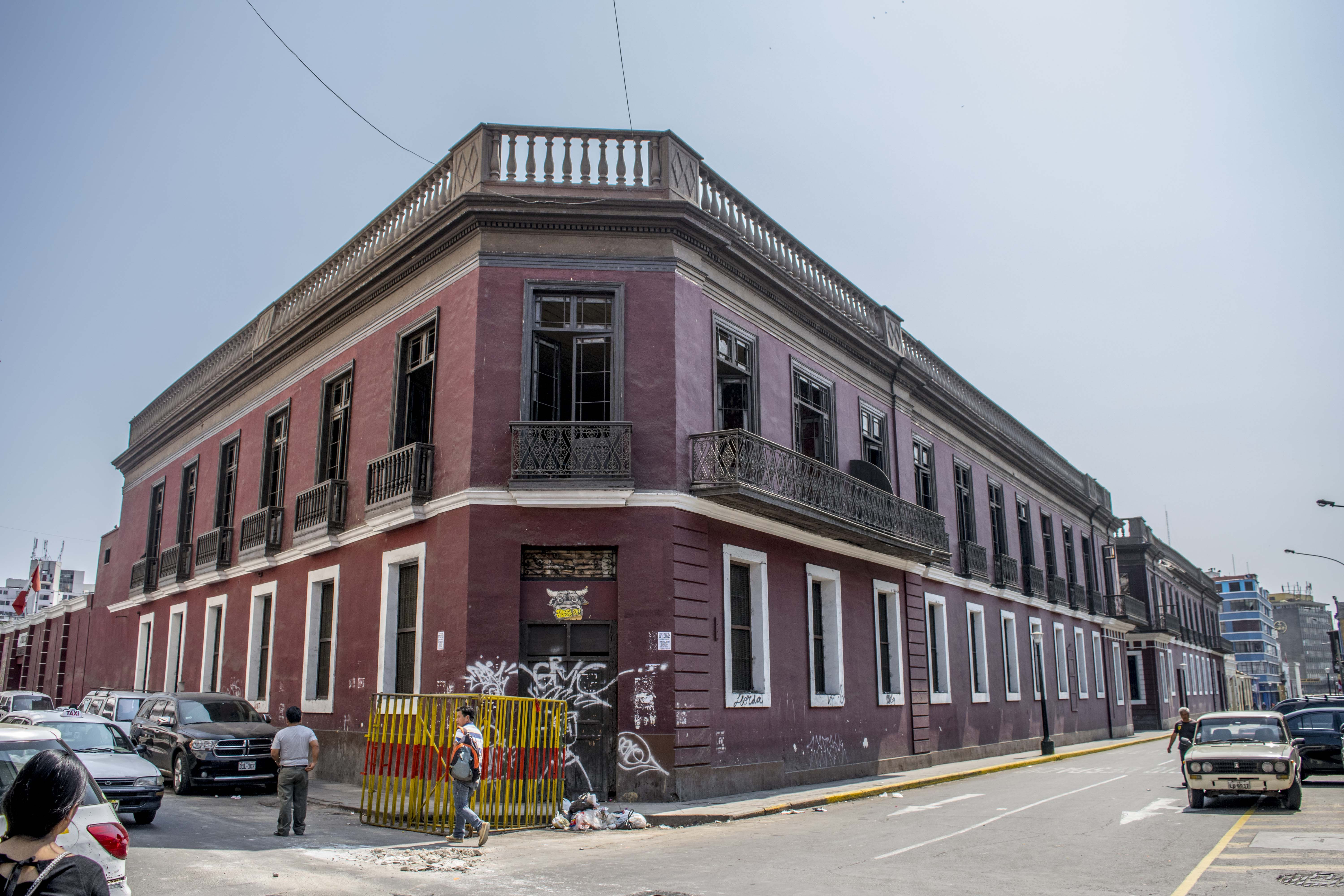
Colegio Real de la Universidad Nacional Mayor de San Marcos
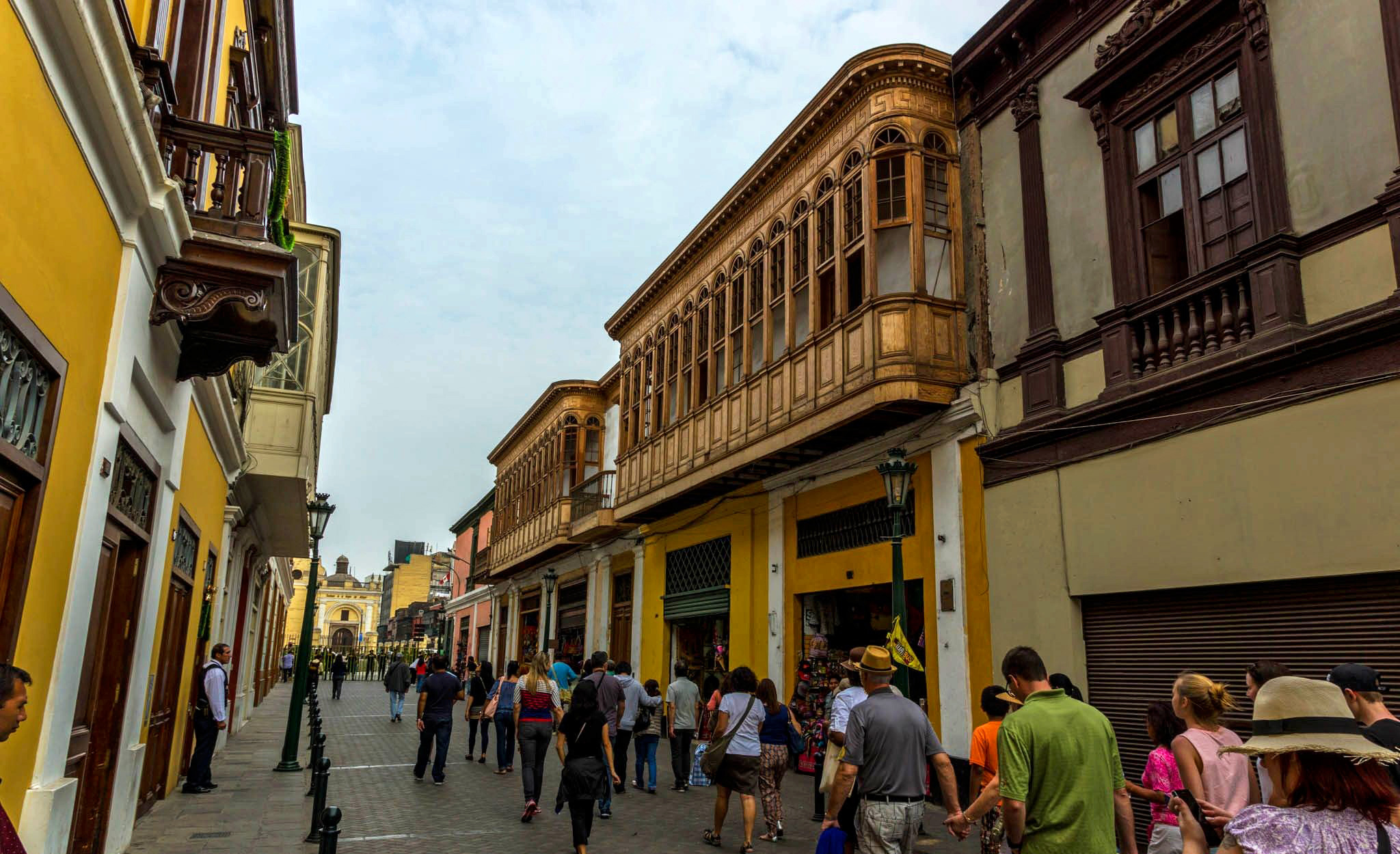
Jirón Áncash
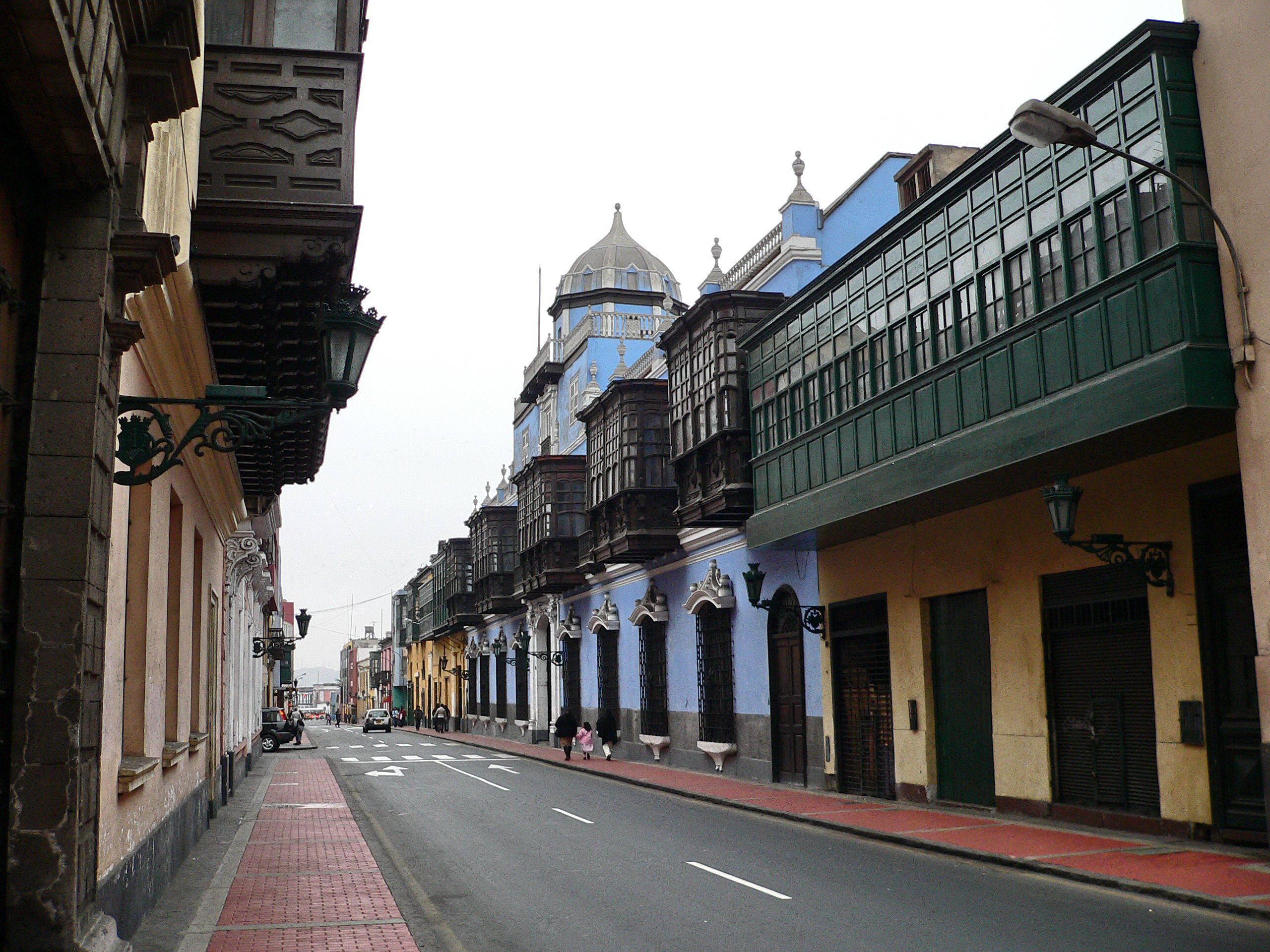
Jirón Conde de Superunda
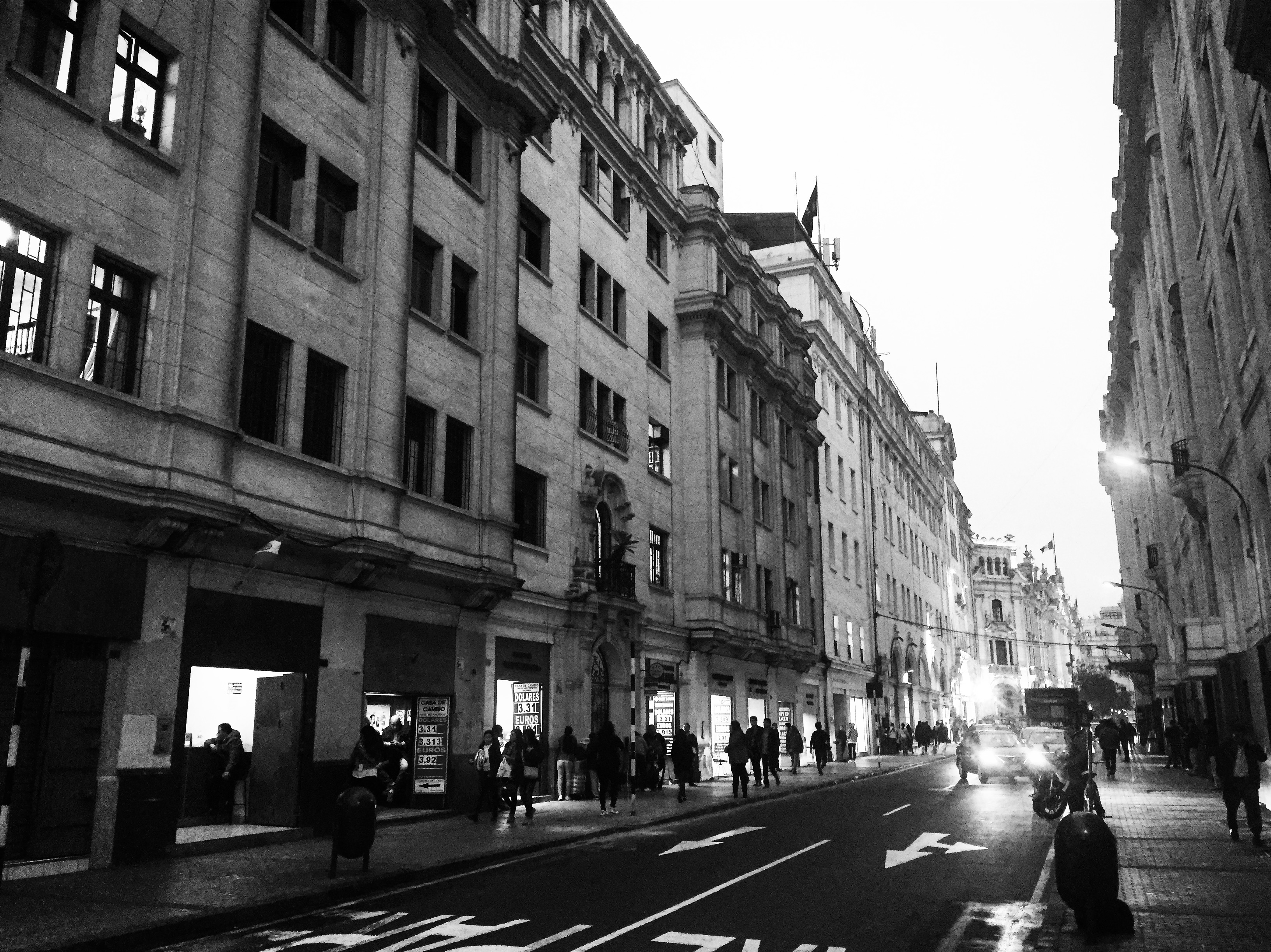
Jirón Ocoña
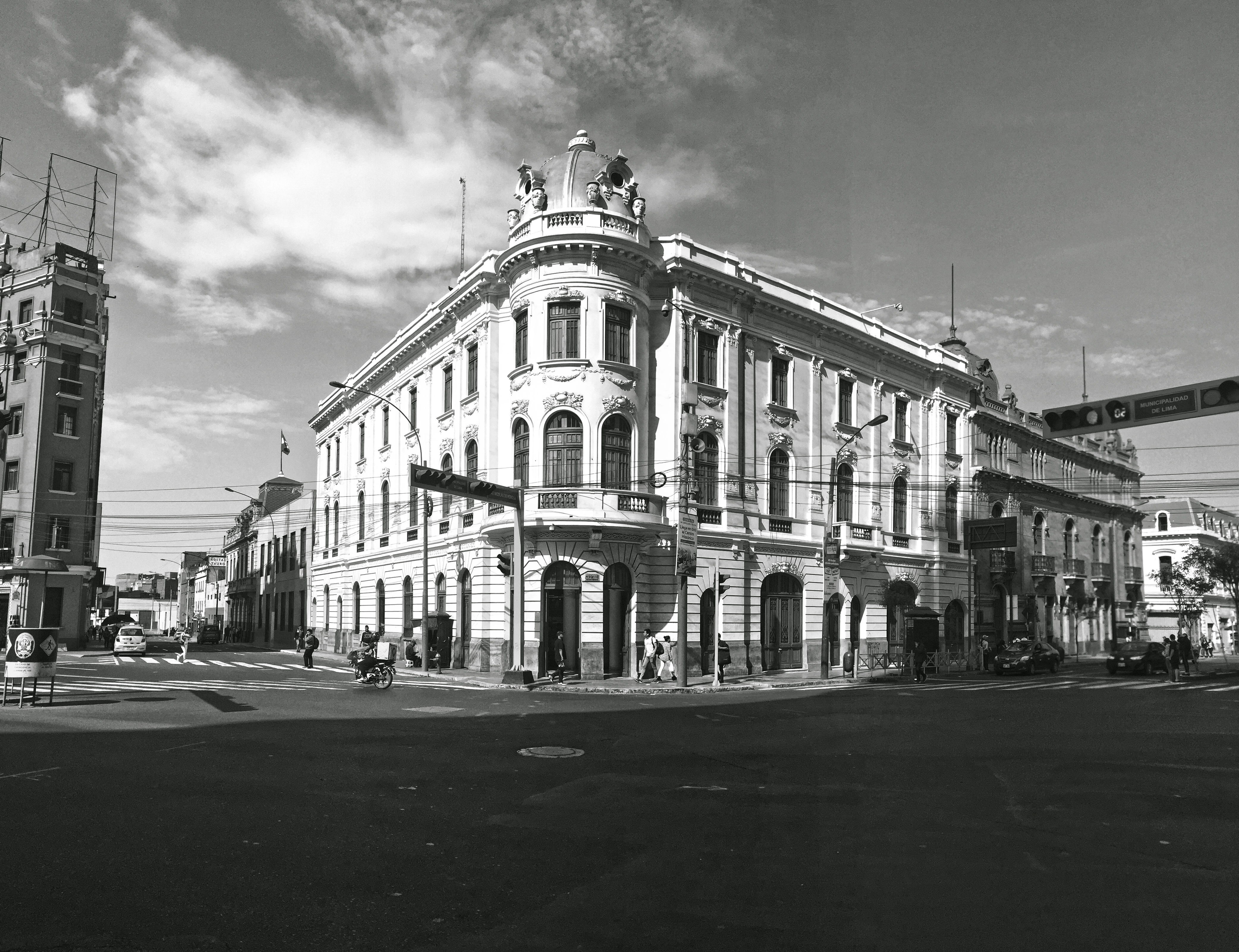
Edificio Popular y Porvenir
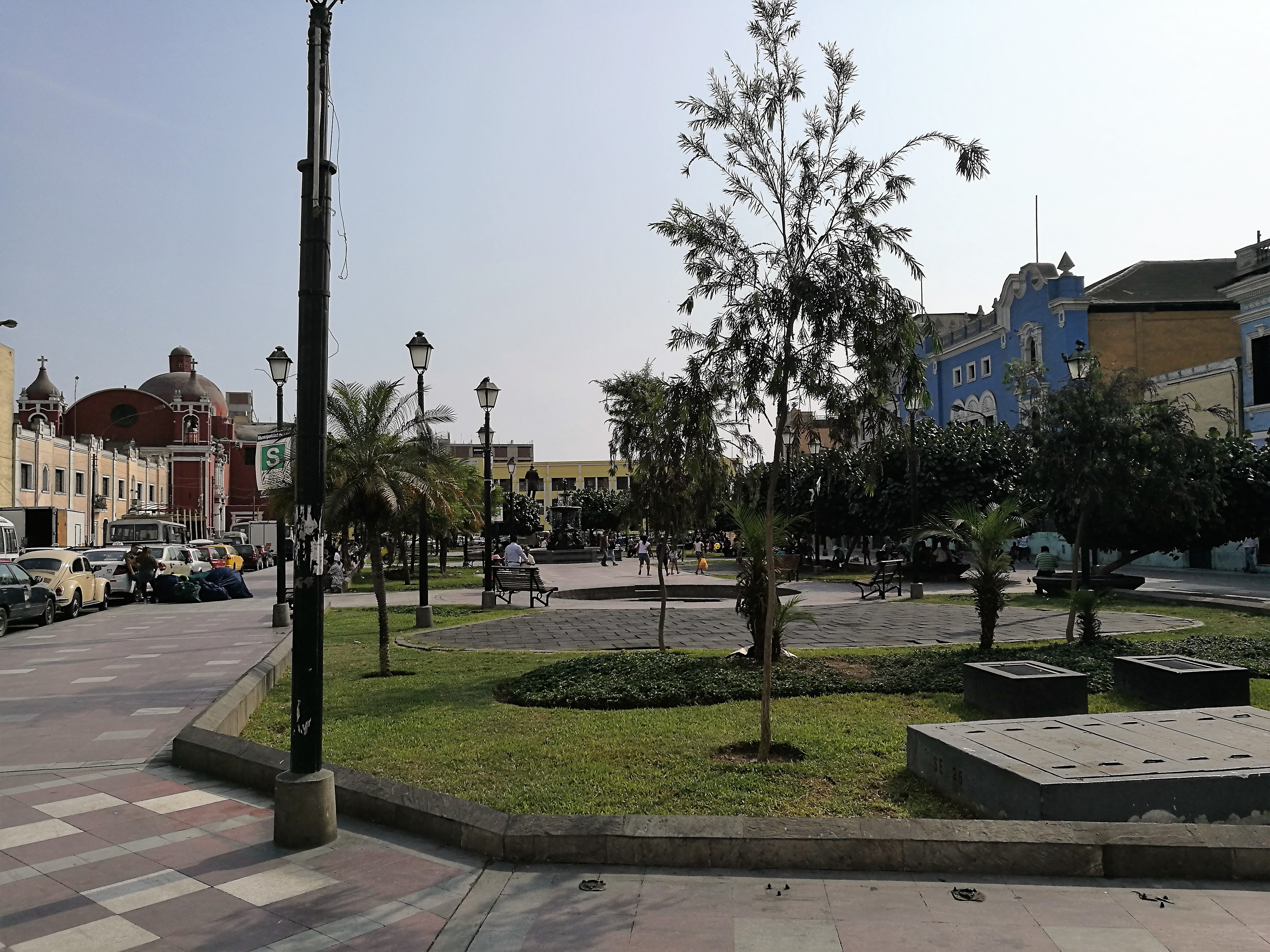
Plaza Italia (Lima)
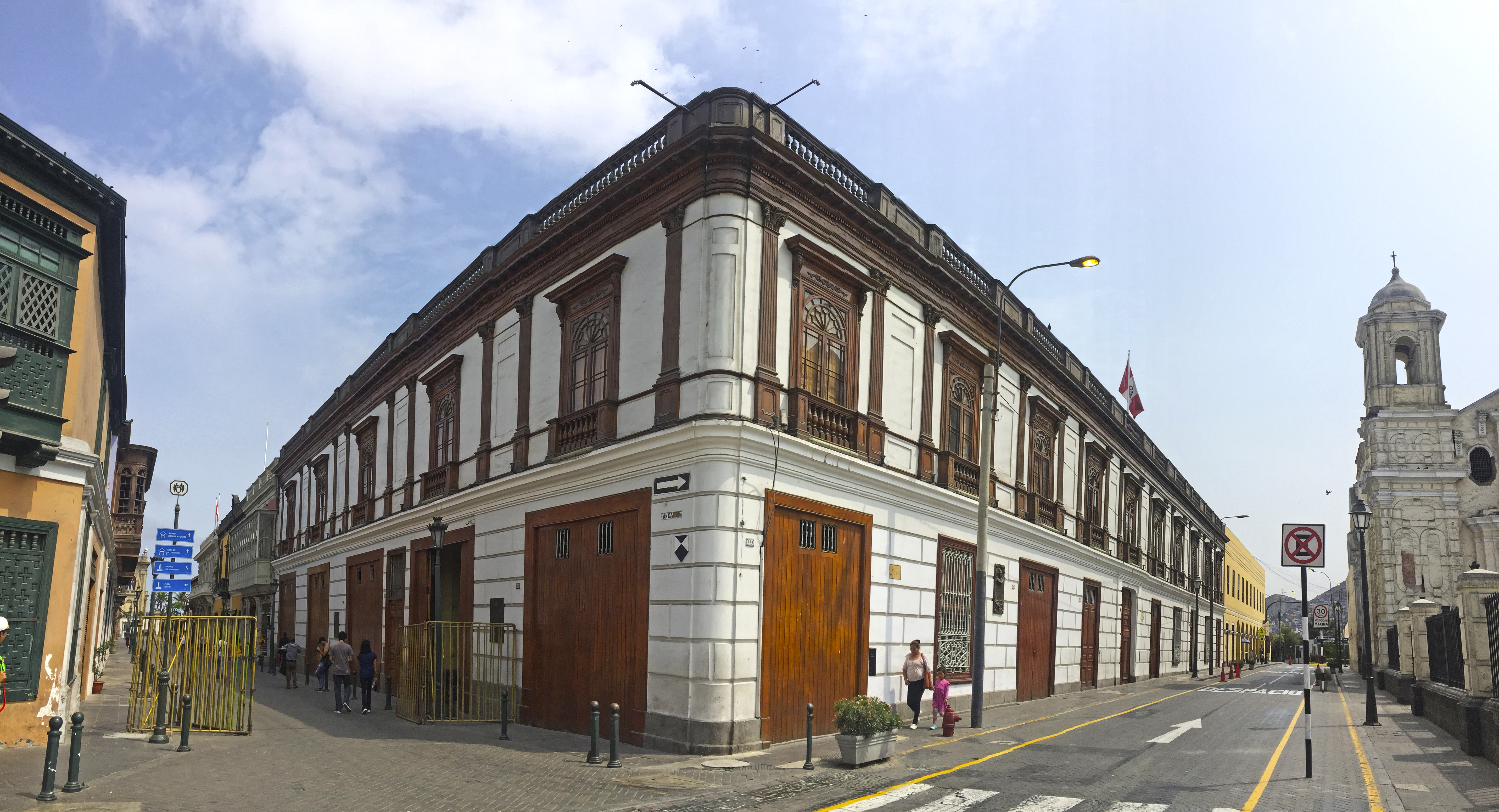
Casa de las 13 puertas
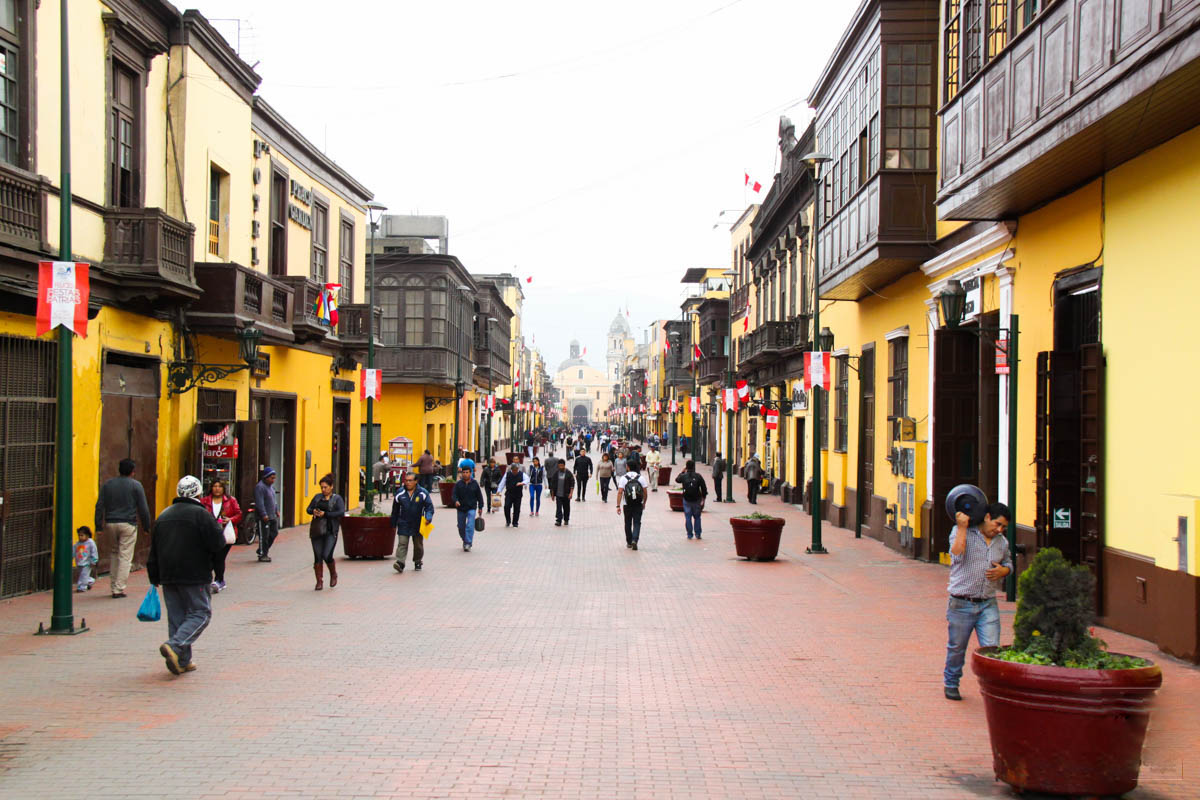
Jirón Trujillo
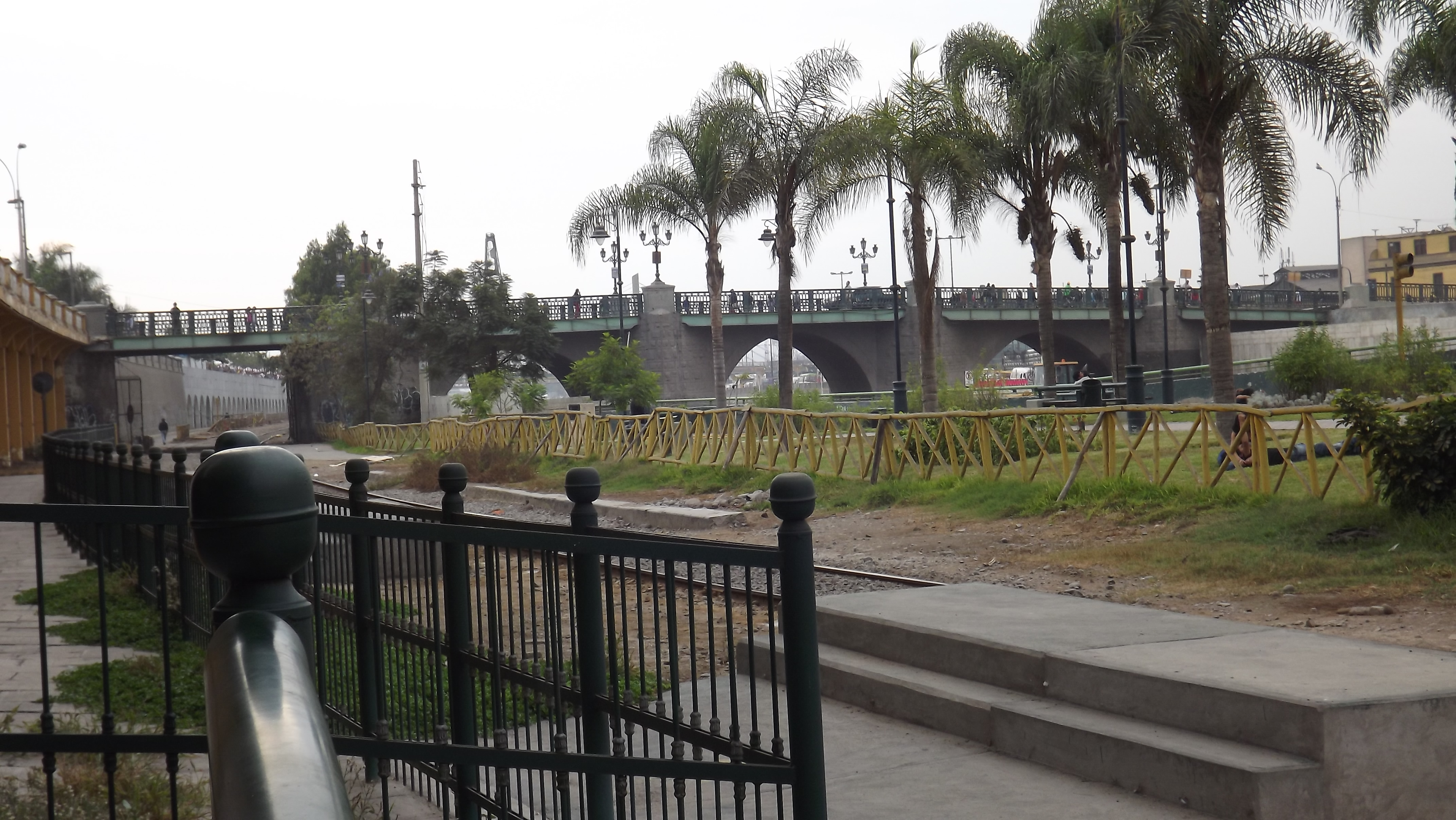
Puente de Piedra